# エアバスA321
エアバスA321
Airbus A321
中国南方航空のエアバスA321
- 用途：旅客機
- 分類：ナローボディ機（単通路機）
- 設計者：エアバス
- 製造者：エアバス
- 運用者

  - アメリカン航空
  - 中国南方航空
  - ウィズエアー
  - デルタ航空
  - ほか
- 初飛行：
1993年3月11日(A321ceo)[1]
2016年2月9日(A321neo)[2][3]
- 生産数：
3,094機(2024年4月現在)[4]
1,784機(A321ceo)
1,339機(A321neo)
- 生産開始：
1992年-2021年(A321ceo)
2012年-現在(A321neo)
- 運用状況：運用中

エアバスA321（Airbus A321）は、ヨーロッパのエアバス社が開発・製造しているナローボディ（単通路）の双発ジェット旅客機である。エアバスA320の長胴型で、A320ファミリーの中で全長が最も長い。A321は、政府の資金援助に依らずに開発された初のエアバス機であり、ドイツで最終組立された最初のエアバス機でもある。
A321は大きく2世代に分けることができ、第一世代はA321ceo、次世代型はA321neoと呼ばれる。A321ceoは、1989年に開発が決定し、1994年3月にルフトハンザ航空とアリタリア航空によって路線就航を開始した。航続距離延長型も開発され、北米大陸横断路線へも就航可能になった。2010年にA320ファミリーのエンジンを一新したA320neoファミリーの開発が決定し、同ファミリーの長胴型としてA321neoが開発された。A321neoは2016年2月に初飛行し、2017年5月にヴァージン・アメリカによって路線就航を開始した。A321neoの長距離型として、単通路機として世界最長の航続距離性能を持つA321LRが開発され、さらに航続力を強化したA321XLRの開発も決定している。
A321の主翼は低翼配置の片持ち翼で、尾翼は通常配置、降着装置は前輪配置、左右の主翼下にパイロンを介してターボファンエンジンを1発ずつ装備する。全長は44.51メートル、全高は11.76メートル、全幅は最大仕様で35.80メートルである。標準の巡航速度はマッハ0.78。標準座席数はA321ceoが170から210席、A321neoが180から236席である。飛行システムはA320ファミリーと共通化されており、操縦資格もファミリー機で共通である。
2018年7月時点において、民間航空会社113社で1,687機のA321が運用されている。アジア太平洋地域、欧州、および南北アメリカで運用機数の大半を占め、これらの地域で概ね500機ないし600機ずつ運用されている。2019年8月現在、A321の機体損失に至った事故および事件は6件ある。このうち1件の事故および2件のテロ事件により計377人が死亡している。

## 沿革

### 開発の背景
米国の航空機メーカーに対抗するため、欧州の航空機メーカーは1970年12月に企業連合「エアバス・インダストリー」（以下、エアバス）を設立した。エアバスは、世界初の双通路（ワイドボディ）双発ジェット旅客機であるA300を開発し、発展型を開発しつつ販売を軌道に乗せた。続いて製品ラインナップの拡充を目指し、単通路（ナローボディ）市場への進出を決めた。

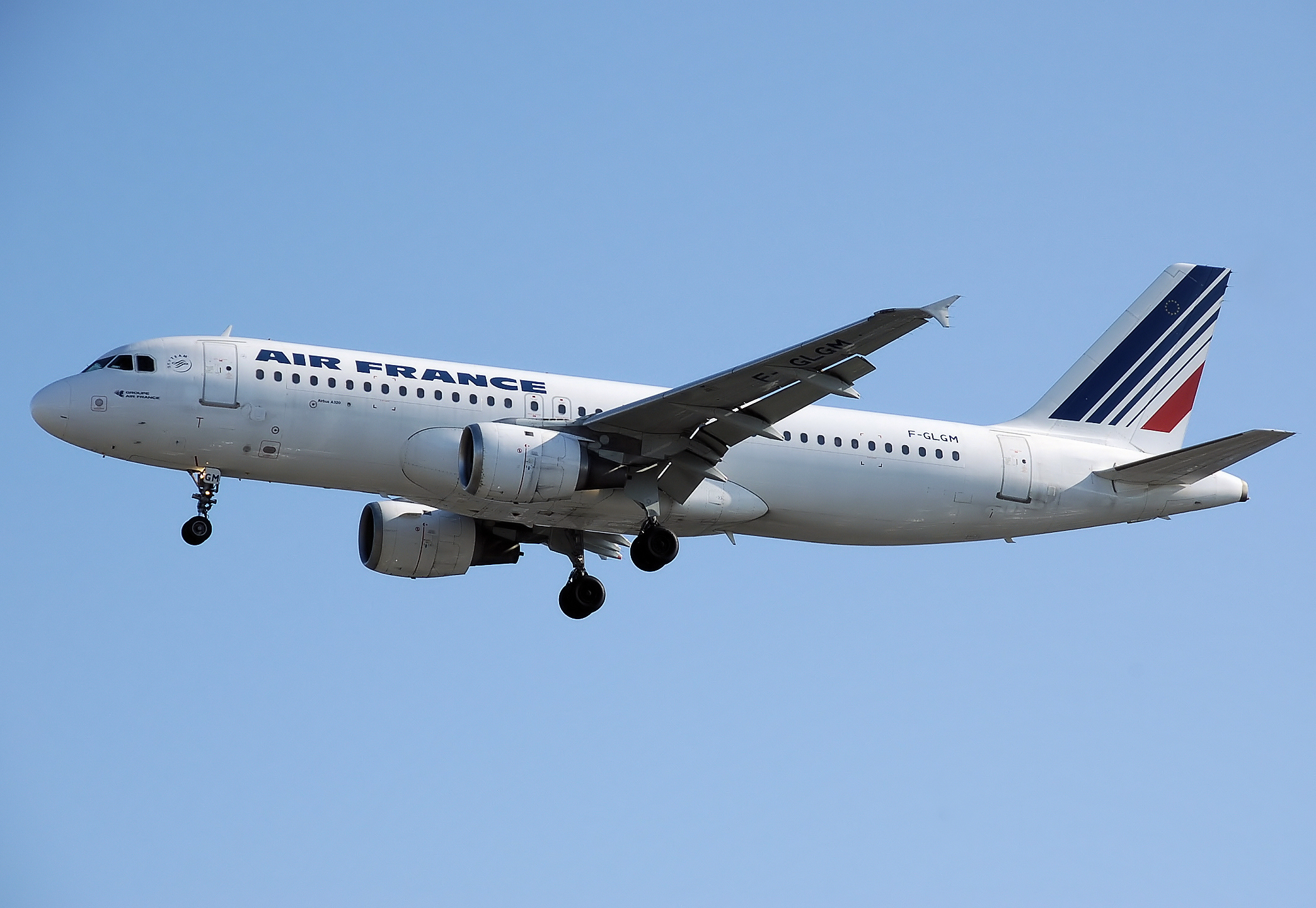
完全新規開発で単通路機市場に参入したエアバスA320。

ボーイングやマクドネル・ダグラスのように既存の単通路機を持っていなかったエアバスは、完全な新規設計により単通路機A320を開発し、当時の最新技術を積極的に取り入れた。大型機も含めたエアバス機全体での操縦資格の共通化を目指し、操縦系統に全面的なフライ・バイ・ワイヤ技術を採用した。同規模の旅客機の中で最も太い断面の胴体を持ち、大型の貨物室扉を備えたことで、航空貨物コンテナの搭載も可能となった。検討を重ねた結果、A320の標準座席数は2クラス編成で150席となった。A320は1988年2月に型式証明を取得し、翌月に顧客引き渡しが始まった。
エアバスはA320の開発を進めつつ、1987年には派生型の検討に着手していた。A320を基準として胴体延長型と短縮型が研究された。胴体延長型は、座席数が185席から200席程度と計画された。これは当時のエアバスの製品ラインナップにおいて、A320とワイドボディ機A310との間に位置づけられるものだった。
まずこの長胴型の開発を進めることになり、1988年5月に正式な受注活動を開始した。1989年6月に航空機リースを手がけるインターナショナル・リース・ファイナンス (ILFC) が16機の発注を決め、これがA321の最初の受注となった。同年9月22日には、ルフトハンザドイツ航空が確定22機、オプションで20機を発注した。これらの発注を受けて11月24日に、長胴型をA321-100と命名して正式開発が決定した。

### 設計の過程

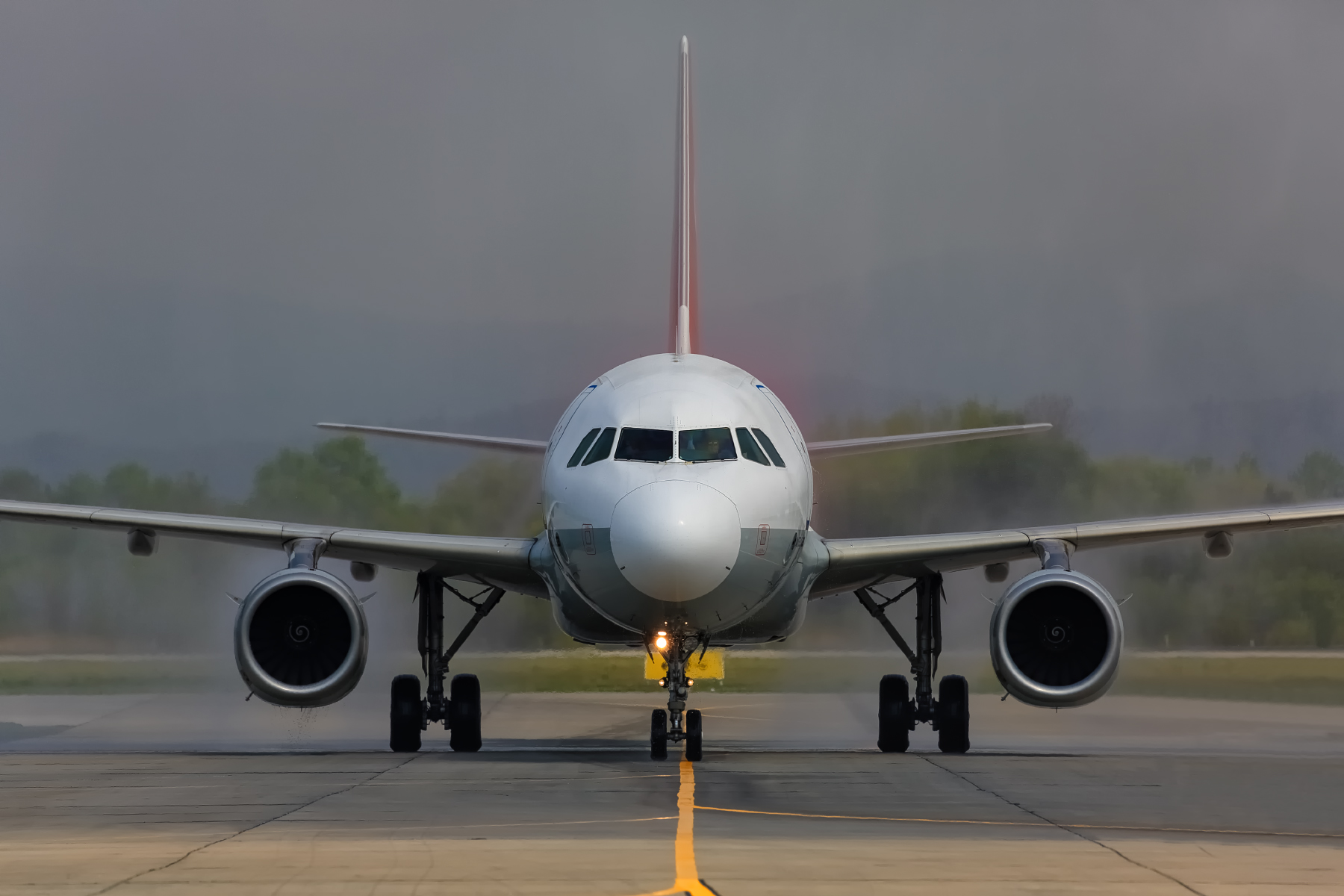
正面から見たA321。胴体断面の設計はA320と共通である。

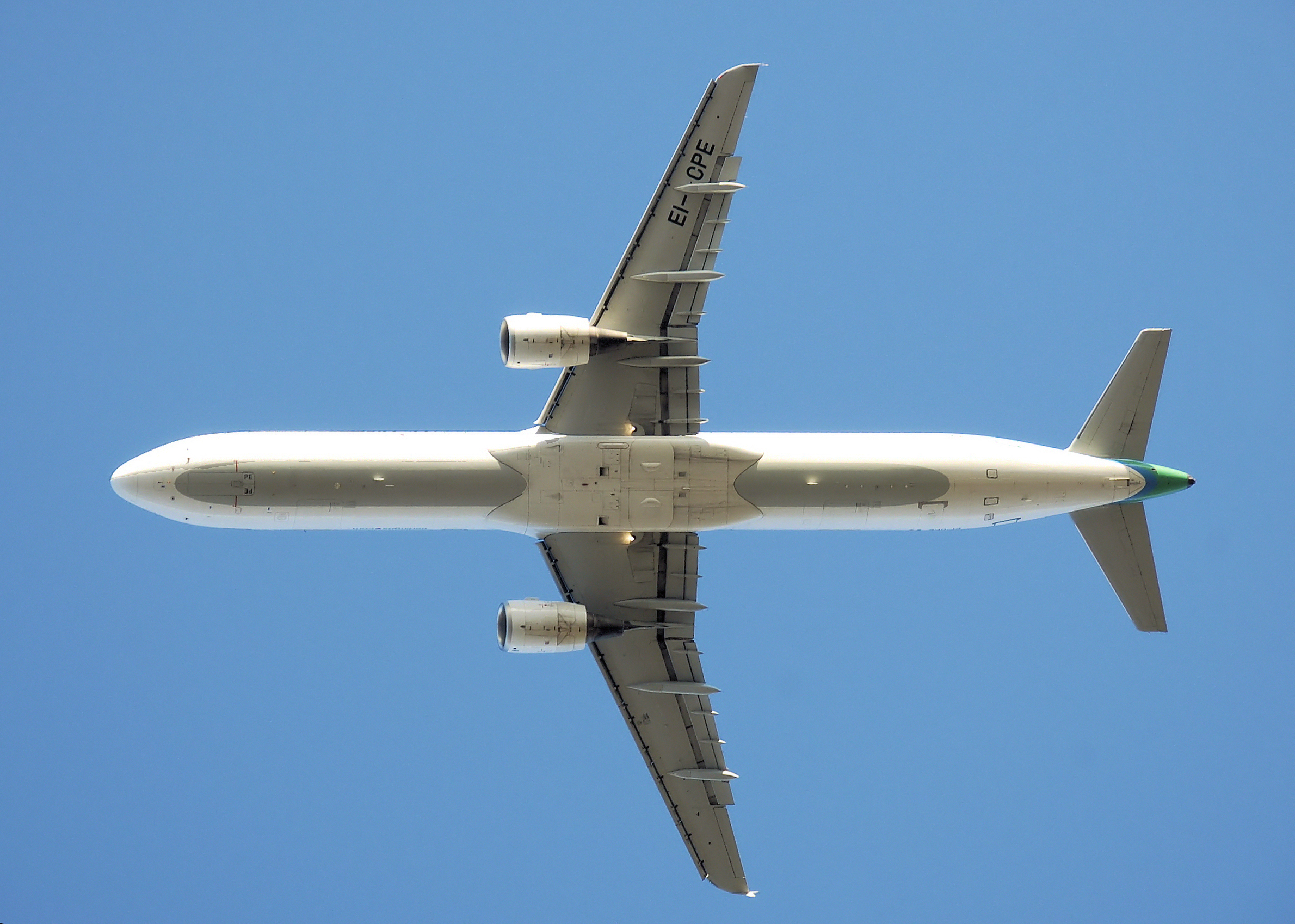
下方から見たA321。

この当時エアバスは、本格的な長距離路線向けの新型ワイドボディ機としてA340とA330の同時並行開発に着手していた。このため、A320派生型の開発に従事するエンジニアは最小限とされた。A320からの変更点を可能な限り最小にすることとされ、主翼の大半、尾部、胴体断面はA320と共通化された。

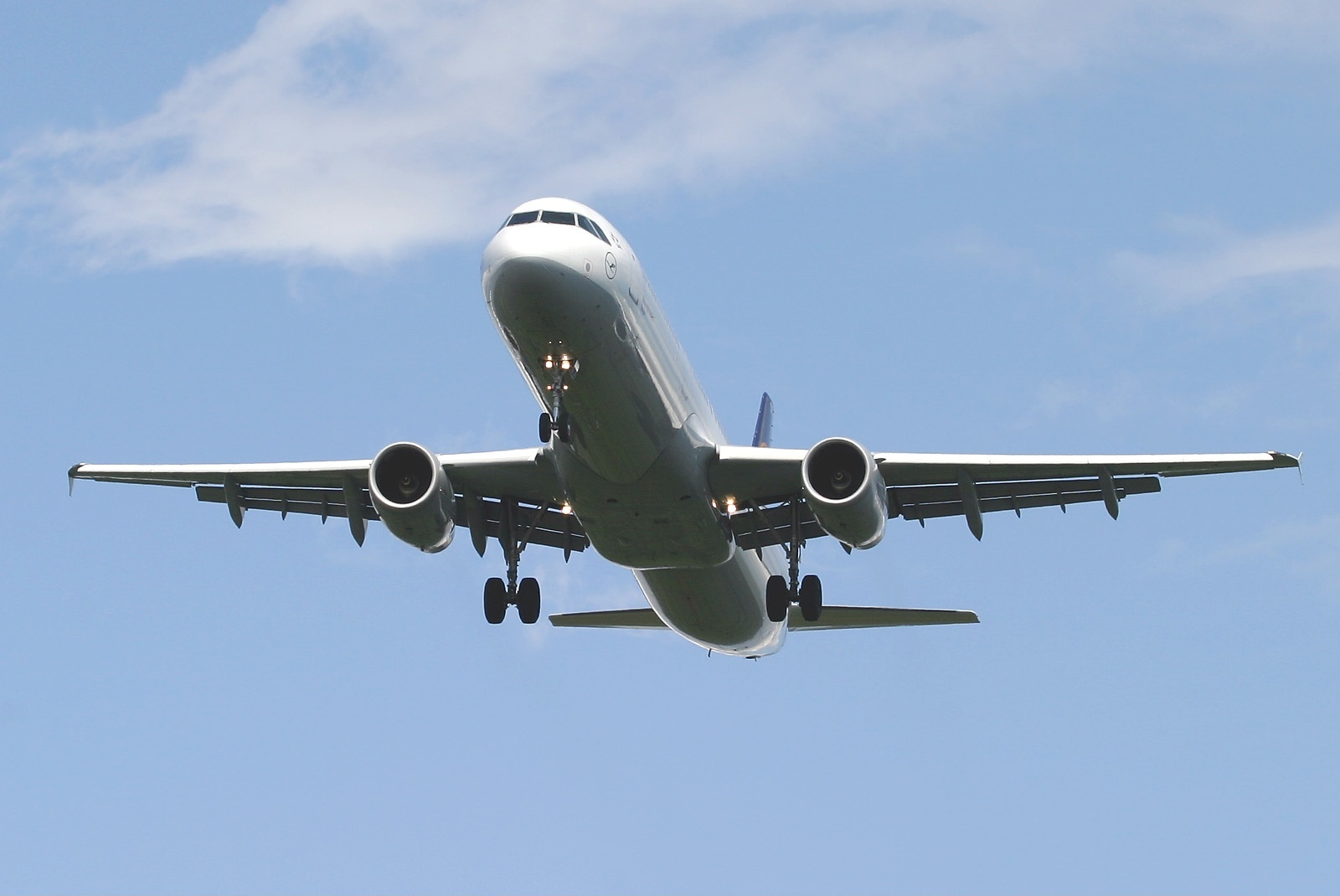
フラップを下げたルフトハンザ航空のA321。主翼後縁のフラップに2本の隙間が見える。

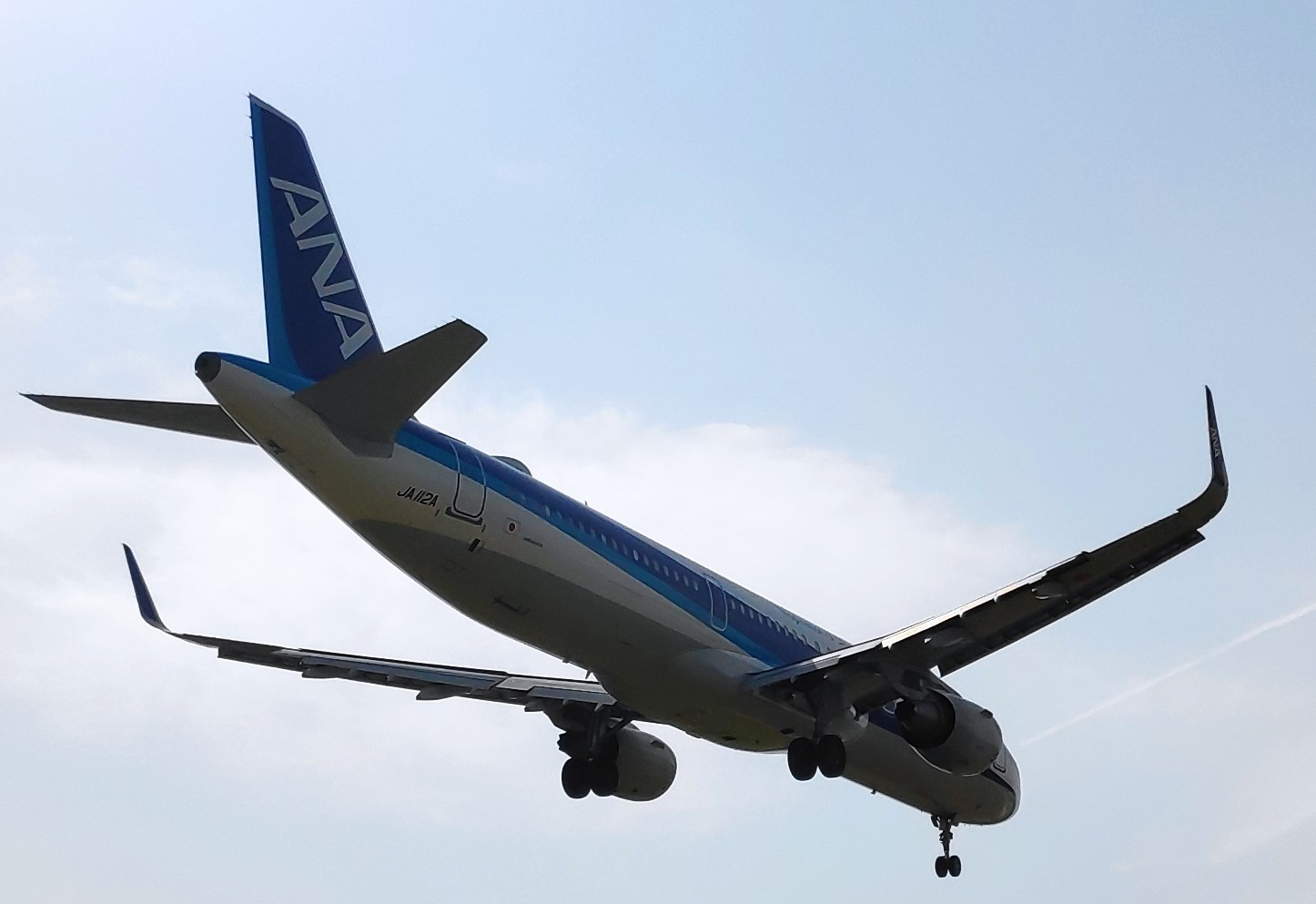
着陸中のANAのA321ceo。

A321の胴体は、ベース機のA320に対して主翼の前方で4.27メートル（8フレーム）、後方で2.67メートル（5フレーム）の合わせて6.94メートル（13フレーム）延長された。これにより座席数が24％、床下貨物室の容積が40%拡大した。収容力の強化に合わせて、空調および与圧システムが強化された。非常口の配置も見直され、A320で主翼上にあったタイプIII扉を無くし、代わりに主翼の前方と後方に大型のタイプI扉が設置された。
胴体が延長されたことで、A320よりも小さい迎角での離着陸を可能にする必要が生じた。加えて、重量増加に対応して十分な揚力を得るために、主翼面積を大きくする必要があった。主翼を担当したイギリスのBAe社とフラップ（高揚力装置）を担当したドイツのDASA社が共同で設計変更にあたった。最小の変更で求める効果を得るために、主翼後縁のフラップを新規設計することになり、フラップをダブル・スロッテッド・フラップ（二重隙間フラップ）に置き換え、その分の翼弦長を延長することで翼面積を拡大した。A321の空力特性に合わせて飛行制御システムも小修正が加えられた。
機体重量の増加に伴い、降着装置の支柱が強化されたほかタイヤが大型化されブレーキも強化された。A321のエンジンは、A320と同様にCFMインターナショナル（以下、CFMI）社のCFM56と、インターナショナル・エアロ・エンジンズ（以下、IAE）社のV2500が設定された。機体重量の増加に対応してエンジンの推力が強化された。燃料系統は再設計され、部品点数の削減により保守性が改善された。
A321は、政府の資金援助を受けずに開発された最初のエアバス機ともなった。1991年6月にエアバスはユーロ債を発行し、4億8千万ドルに上る開発資金の主要部分を調達した。

### 生産と試験
A321のパーツやコンポーネントの生産は、これまでのエアバス機同様に国際分業体制により行われた。A321の生産からはイタリアのアレーニア社がリスク分担メンバーとしてエアバスに参画し、胴体の前方延長部の生産を担当した。胴体後方の延長部については、BAe社が生産を担当した。これまでのエアバス機で主翼を担当してきたBAe社は、A321で初めて胴体も分担することになった。BAe社の生産分には日本の川崎重工業が下請けに入っており、A321はエアバスの生産体制に日本企業が参画した最初の事例ともなった。

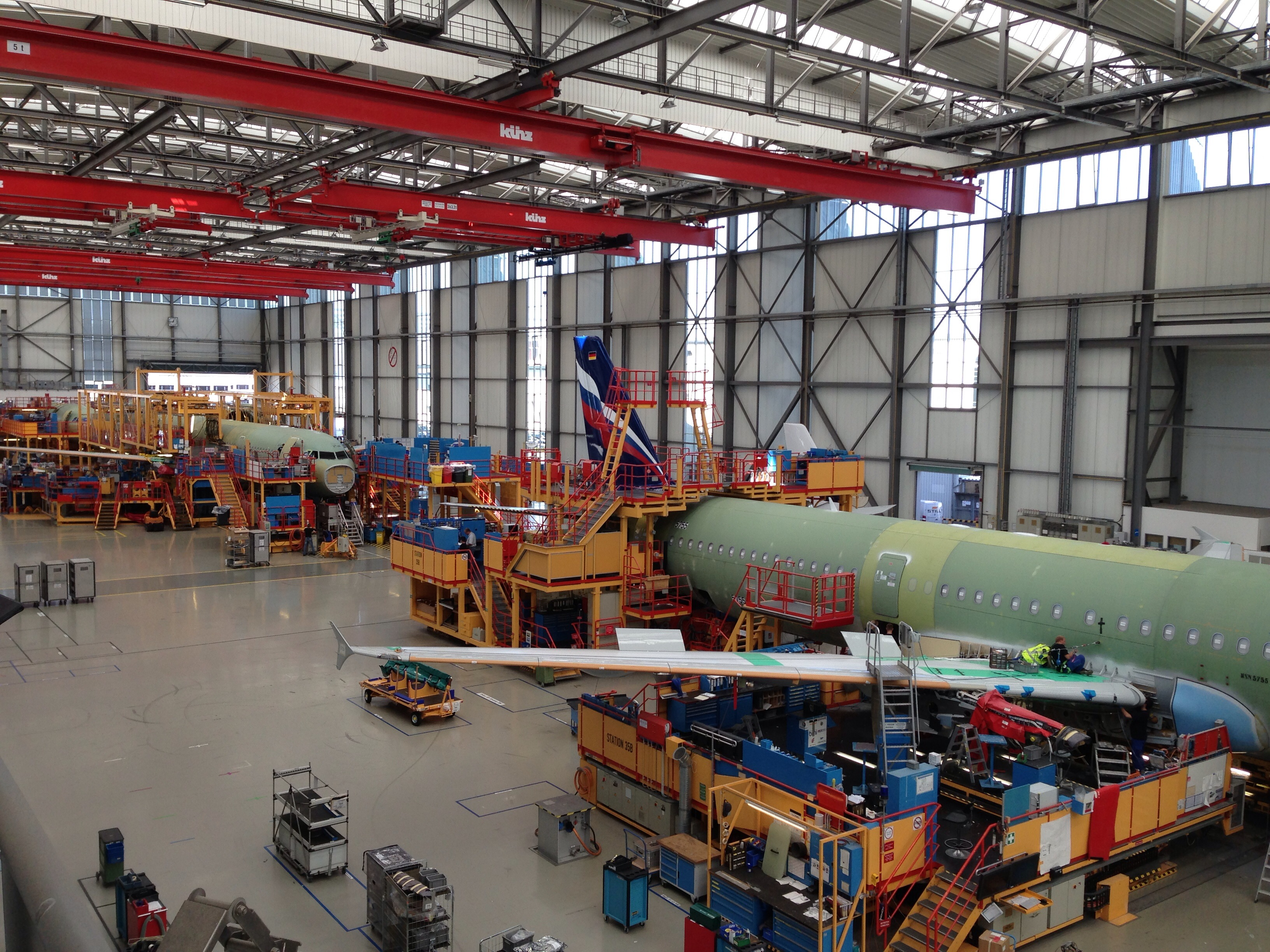
ハンブルクの最終組立ラインで生産中のA321。

これまで全てのエアバス機の最終組立ては、フランスのトゥールーズで行われていた。これに対してドイツ（当時は西ドイツ）は、自国でも最終組立てを行うことを要望してきた。これに対してエアバス・コンソーシアム内で政治的な駆け引きが繰り広げられた結果、A321の最終組立はドイツで行うことに決まった。ハンブルクにあるDASAの工場敷地にA321の最終組立施設が新設され、この施設はオットー・リリエンタール・ハンガーと命名された。
A321の初号機となったのはV2500エンジン装備型で、A320ファミリーの通算364号機であった。1993年3月3日、A321初号機の完成披露式典が執り行われ、当時のエアバス・インダストリー社長のジャン・ピアソンは「A321は第二次世界大戦後にドイツで組み立てられた最大の民間機であり、これはヨーロッパの団結によって実現した」という旨を述べた。その月の11日に初号機は初飛行に成功した。続いて5月25日には、CFM56エンジンを装備した2号機が初飛行した。
1993年12月17日、V2500装備仕様に対する型式証明が、欧州の合同航空当局 (Joint Aviation Authorities; JAA) から交付された。翌年2月15日には、CFM56装備仕様についてもJAAの型式証明が交付された。

### 就航開始後

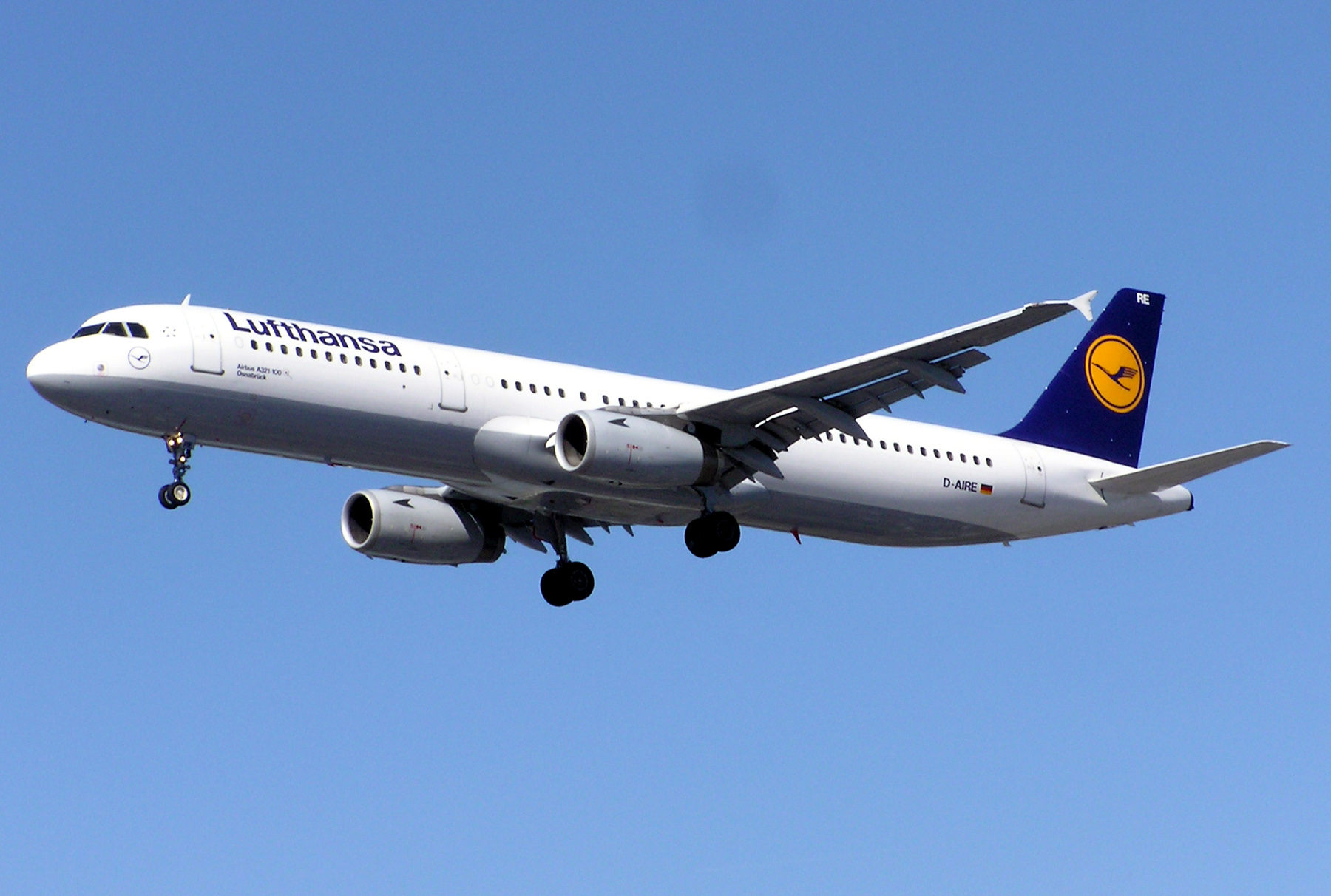
ルフトハンザ航空によってA321-100は商業運航を開始した。

1994年1月27日、A321の初引き渡しがルフトハンザ航空に対して行われた。1994年3月21日にはILFCの発注機の初引き渡しが、リース先のアリタリア航空に対して行われた。1994年3月中に、ルフトハンザ航空とアリタリア航空によってA321の商業運航が開始された。
1994年にはフランスのエールアンテールへ、その翌年にはスイス航空への引き渡しも始まった。
開発進行中の1993年3月の時点で、A321の受注数は153機だった。この時点では、ルフトハンザやアリタリア、スイス航空をはじめとした欧州の航空会社からの受注が大半を占めた。欧州以外からの受注は、クウェート航空とアンセット・オーストラリア航空から合わせて10数機と、ILFC社やGATX社、ギネス・ピート・アビエーションといったリース会社からの41機であった。米国ではナローボディの競合機であるボーイング757が浸透しており、A321は米国の航空会社からの受注を得られていなかった。

### 航続距離延長型の開発
A321-100の当初仕様では最大離陸重量は82.2トンで標準航続距離が4,000ないし4,200キロメートルであったが、ほどなくして標準仕様の最大離陸重量が83トンに引き上げられ、航続距離も4,445キロメートルとなった。また、ペイロードの増加目的で最大離陸重量を85トンに引き上げるオプションも追加された。そして1995年4月には、更なる航続距離延長型としてA321-200の開発が決定した。
A321-200では燃料搭載量を増やすため「追加中央タンク」 (ACT) を装備して機体構造も強化された。ACTは貨物コンテナに準拠した形状を有し、床下貨物室内に搭載される。ACTの容量は1個あたり2,900リットルで、A321-200では2個まで搭載できた。ACTを2個搭載して最大離陸重量を93.5トンまで引き上げた仕様の場合、航続距離は5,950キロメートルまで延びた。A321-200のエンジンにはCFM56とV2500の推力増強型が設定された。A321-200の初号機はV2500エンジン仕様で1996年12月21日に初飛行した。
1997年3月20日、V2500エンジンとCFM56エンジンの両仕様のA321-200に対して型式証明が交付された。A321-200の初引き渡しは1997年4月8日に行われ、イギリスのチャーター便航空会社であるエアワールドがILFCからのリースで導入した。そして同月11日に、エアワールドによりA321-200の商業運航が開始された。
A321-200の開発と並行して、双発機の長距離運航を可能にするETOPSの認証作業も進められ、1996年5月29日にA321-100が120分のETOPS認証を取得していた。続いて1997年7月28日には、A321-200も120分のETOPS認証を取得した。

### アメリカ進出とその後の改良
納入開始から数年間、A321は毎年20機前後が引き渡しされ、1998年には運航機数が100機を超え、2000年には150機を超えた。2000年頃のA321の主要運航者は、相変わらずルフトハンザやアリタリア、エールフランスといった欧州の航空会社だったが、日本の全日本空輸や台湾のトランスアジア航空などのアジアの航空会社による導入も進んだ。また、数は少ないもののアフリカや中東、中米の航空会社による運航も見られるようになった。しかしエアバス機の中でA321だけが、未だ北米の航空会社から受注を得られていなかった。
このような状況の中、航続距離が延長されたA321-200が開発されたことで、北米大陸を横断する直行路線にもA321は就航可能となった。2000年1月、USエアウェイズが短胴型のA319から発注を切り替える形でA321を導入することが報道された。2001年1月、同社への納入が開始されA321は北米進出を果たした。そして2004年から2006年にかけて、A321は180分までのETOPSも認可された。
2000年代に入ると納入機数は毎年概ね30機を超えるようになった。2009年7月時点では、航空会社67社で517機が運用されている。運用数の過半数は欧州の航空会社が占めていたが、この頃にはUSエアウェイズや中国南方航空が30機以上を導入しており、欧州以外でもまとまった機数を運航する航空会社が見られるようになった。

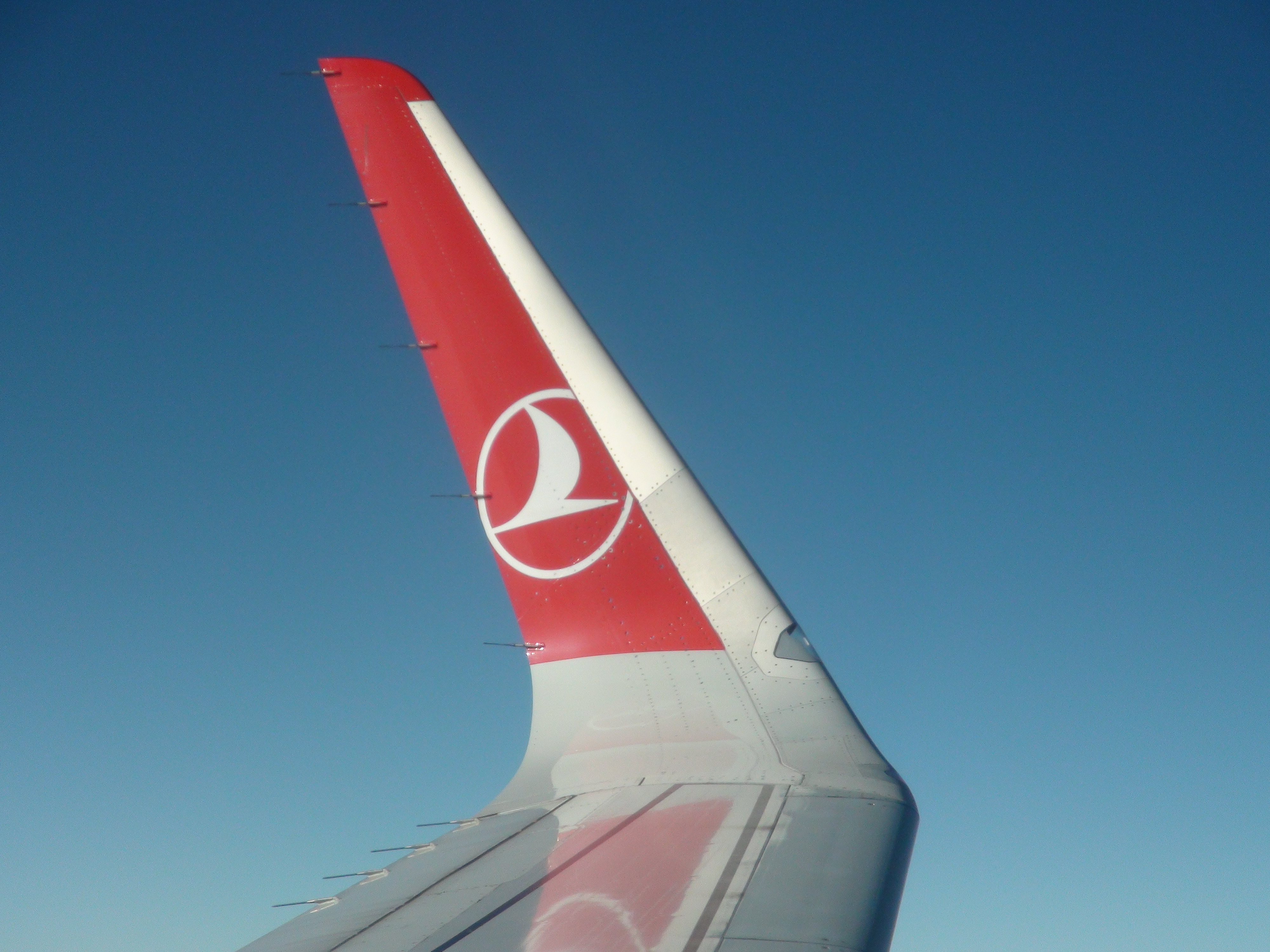
A321のシャークレット拡大写真。ターキッシュ エアラインズ機の例。

エアバスはA320ファミリーに対して各種改良を加えており、2009年11月15日には、主翼のウイング・チップ・フェンスに代わる新しい翼端装置の採用が発表された。「シャークレット」と名付けられた新しい翼端は、上に折り曲げたような形状で2.4メートルの高さがある。従来の鏃状のウイング・チップ・フェンスよりも燃費性能が向上することで、航続距離の延長が可能となる改良であった。シャークレットはまずA320で実用化され、A321についても2012年10月14日にシャークレット装備機の初飛行が行われた。シャークレット仕様のA321は、2013年7月17日から順次型式証明を取得し、2013年9月10日にフィンエアーに対して初納入された。

### 次世代型A321neoの開発

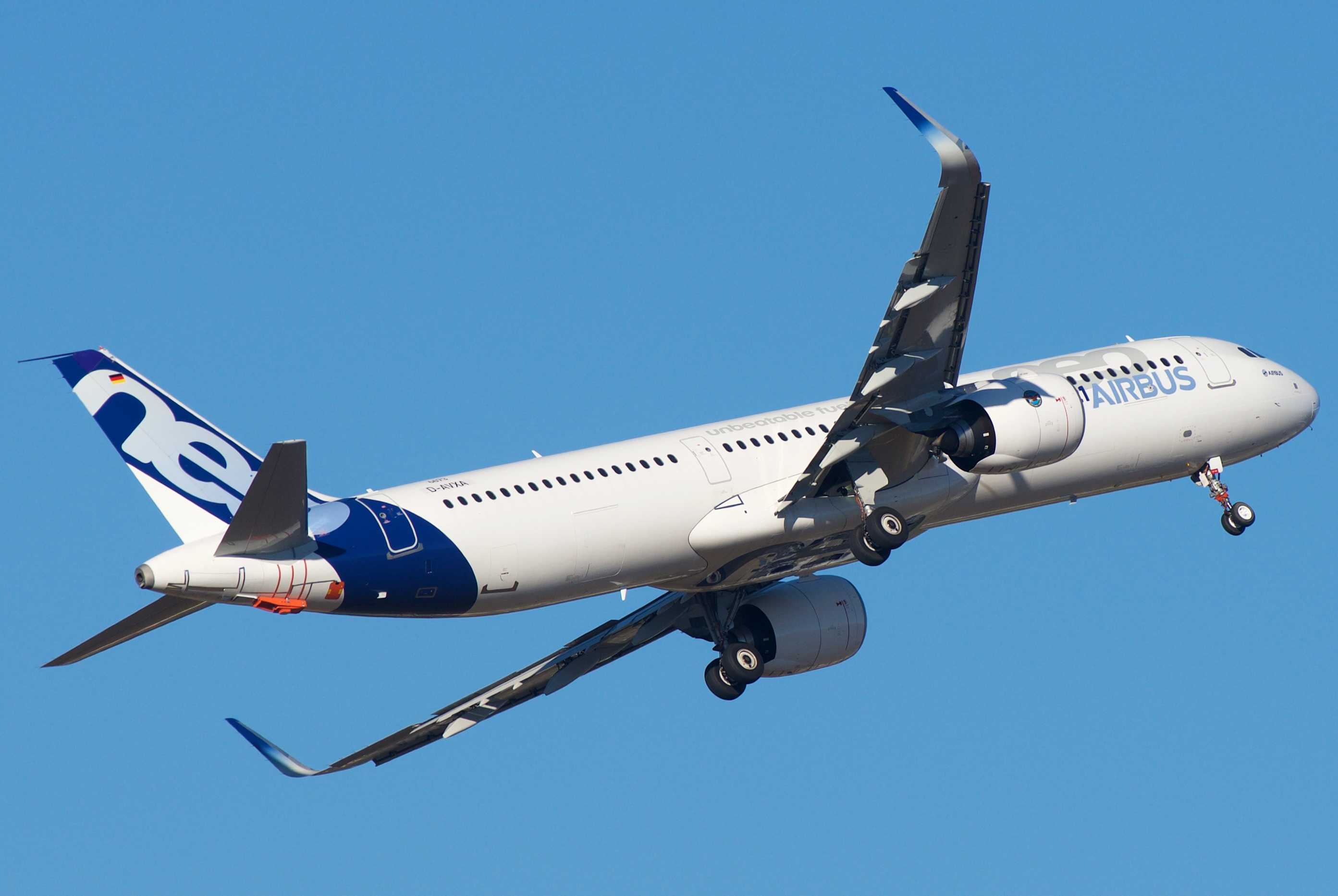
試験飛行中のA321neoの初号機。

単通路機市場の発達とともに、航空会社はさらに長距離路線へ単通路機を投入することを望むようになった。A320ファミリーの改良を続けつつ後継機の研究を行ってきたエアバスは、2010年12月1日、エンジンを一新した次世代A320neoファミリーの開発を発表した。「neo」は「New Engine Option」の頭字語と「新しい」という意味のギリシャ語「neo」をかけたものである。その名の通り新型エンジンを装備することで、燃費性能や航続力を向上させる機体である。A320ファミリーのうち、neoに移行されるのは、A321、A320、A319の3機種とされた。最も短胴型のA318は、将来需要が見込めなかったことから、neoの開発は見送られた。まずA320neo、続いてA321neoが開発されることとなった。neoの登場に伴い、既存のA320ファミリーはA320ceo（Current Engine Option; 現行エンジン選択型の意）と呼ばれ区別されることとなった。

ターキッシュ エアラインズのA321neo。

A321neoは部品の95%がA321ceoと共通化されている。A320neoファミリーのエンジンは、CFMI社のLEAP-1Aと、プラット・アンド・ホイットニー（以下P&W）社のPW1100G-JMが選定された。A321neoのエンジンには両エンジンの推力増強型が採用された。A321ceoに対してエンジン推力が強化され、上昇性能も向上した。エンジンの直径が拡大し、バイパス比が約2倍になったことで、燃費や騒音、排ガスに関する性能が向上した。燃費の向上により航続距離は500海里（約926キロメートル）延長された。エンジン直径が大きくなるが、エアバスはエンジン最下面と地面との間隔は必要な距離が確保されるとして降着装置の脚長などは変更されていない。
抗力を減らし燃費性能を向上させるため、neoの主翼端にはシャークレットが標準装備された。主翼動翼の空力性能にも改善が加えられた。これらの改良により、ceoに比べて巡航高度や上昇限度が引き上げられたほか、離陸性能も向上した。また、飛行制御システムも改良されている。

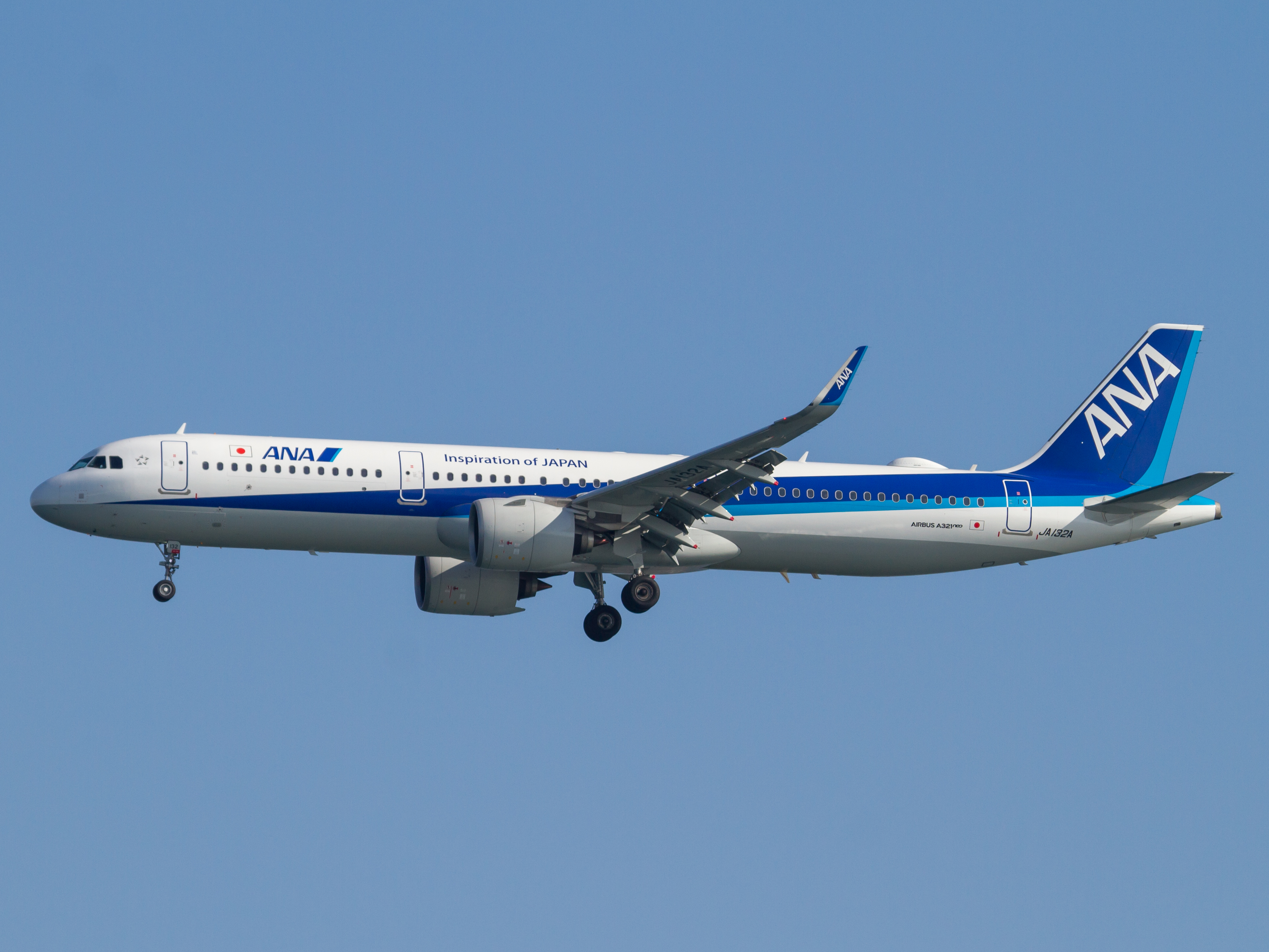
全日本空輸のA321neo。同社は1998年4月からA321ceoを運航していたが2008年2月に全機を退役させた。その後2016年11月にA321ceoを再導入し、2017年9月にA321neoを就航させた。同社のA321neoは、PW1100G-JM装備型の納入初号機でもあった。

A321neoの初号機はLEAP-1Aエンジン装備型で、2016年2月9日にハンブルクで初飛行に成功した。初飛行からわずか約1週間後、A321neo初号機は試験飛行中に尻もち事故を起こした。事故機は修理を余儀なくされ、試験スケジュールが遅延した。翌月9日には、PW1100G-JMエンジン装備のA321neoも初飛行に成功し、初号機と合わせて試験飛行に投入された。飛行回数130回以上、350時間以上の飛行試験を経て、2016年12月15日に、PW1100G-JM仕様のA321neoが欧州航空安全機関 (EASA) と米国連邦航空局 (FAA) から型式証明を取得した。2017年3月1日には、LEAP-1Aエンジン仕様についてもEASAとFAAから型式証明が交付された。
2017年1月末までに、A321neoは1,388機の発注を得ていた。A321neoの初引き渡しが行われたのは2017年4月20日で、納入初号機はLEAP-1A装備型であった。受領したのはリース機で導入したヴァージン・アメリカで、同社は5月31日にサンフランシスコ - ワシントン便でA321neoの商業運航を開始した。PW1100G-JM装備型については、2017年9月5日に全日本空輸に対して初引き渡しされ、同月12日に日本国内線で路線就航を開始した。
A321neoについてもETOPS認証作業が進められ、各エンジン仕様について180分までのETOPSが2017年6月から順次認められている。

### 米国生産の開始
A320neoファミリーの開発と並行して、生産体制の強化も進んでいた。2000年代の後半以降、A320ファミリー全体の納入数は概ね増加を続け、A321も納入ペースが加速して2013年には年間納入数が100機を超えた。エアバスは、ハンブルクの生産ライン強化に加えて欧州域外にもA320ファミリーの最終組立工場を建設し、2008年に中国の天津、2015年には米国・アラバマ州モビールの工場が稼働を開始した。このうちのハンブルクとモビールでA321の最終組立が行われており、2016年4月に米国製初号機となるA321がジェットブルーに納入された。

### 長距離型A321LRの開発

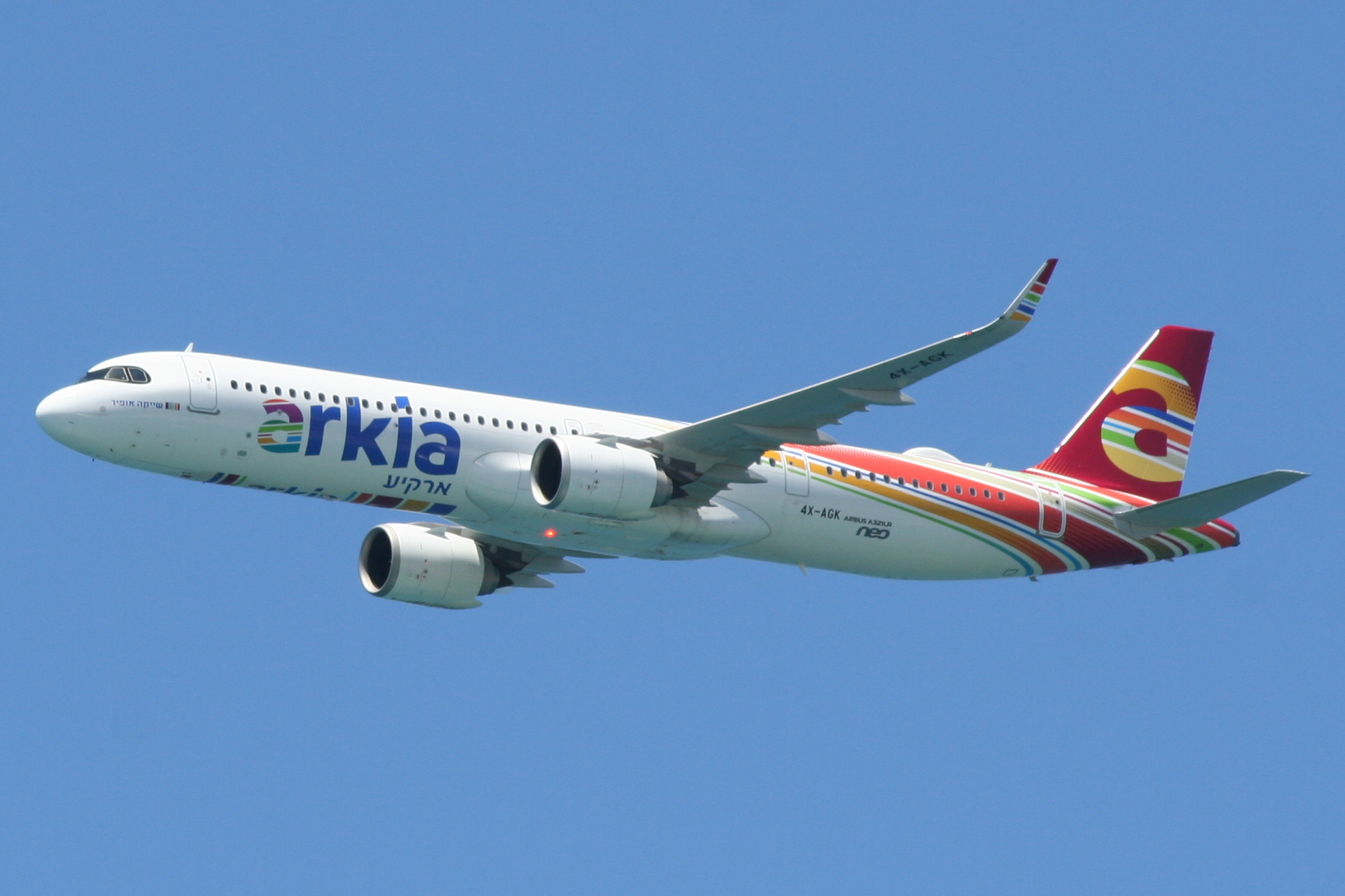
アルキア・イスラエル航空はA321LRの最初の受領者となった。コックピットの窓がA350 XWBのように黒く縁取りされている。

A321は、ボーイングの単通路機である757の後継機市場にも進出した。しかし大西洋横断が可能な757に対抗するには、A321neoでもまだ航続力が不足していた。本格的に757の後継機需要を獲得するため、かねてよりエアバスは更なる長距離型の開発を検討していた。A321neoの開発進行中だった2015年1月13日、エアバスはA321neoの長距離型を開発することを発表した。この長距離型は「Long Range」を意味するA321LRと名付けられた。最大離陸重量を97トンに引き上げて床下貨物室に搭載貨物コンテナ数を減らしACT（Additional Center Tank：追加センタータンク）を3台設置にすることで燃料搭載量を増やし、航続距離を7,408キロメートル（4,000海里）に延長するとされた。この航続距離は単通路機で最長となり、大西洋横断路線にも就航可能な性能である。航空機リース会社のエアリース・コーポレーションが最初の発注者となった。
2018年1月31日、ハンブルクにてA321LRの初飛行が行われた。A321LRの初号機は、CFMI社のLEAP-1Aエンジンを装備していた。その後の飛行試験では長距離飛行も行われ、2月にはパリからニューヨークへ初の大西洋横断を行なったほか、4月にはセイシェル共和国・マヘ島からトゥールーズへ8,797キロメートルの無着陸飛行も行われた。
2018年10月2日、A321LRに対してEASAとFAAから型式証明が交付された。同時に180分までのETOPS認証も取得している。同年11月14日にアルキア・イスラエル航空に対してA321LRの初引き渡しが行われた。A321LRはボーイング757の買い替え需要を取り込み始めている。

### 超長距離型A321XLRの開発
2019年6月17日、パリ航空ショーの場で更なる航続力強化型のA321XLRの開発が発表された。XLRは、Xtra Long Rangeの頭字語で超長距離型とも呼ばれる。A321XLRは、最大離陸重量が110トンに引き上げられ、後方貨物室にA321LRより容量の多いRCT（Rear Center Tank：リアセンタータンク）が固定設置され、オプションで前方貨物室にACT1台設置可能。航続距離がA321LR比で15%延長され、4700海里（約8,704キロメートル）に達する見込みである。パリ航空ショーの期間中に、アメリカン航空やカンタス航空、イベリア航空やエアリンガスを傘下に持つインターナショナル・エアラインズ・グループ、投資会社のインディゴ・パートナーズらから確定48機、コミットメント79機の計127機を受注した。2023年納入の計画で開発が進められる。
2024年7月19日、エアバスはA321XLR（LEAP-1Aエンジン搭載型）がEASAから型式証明を取得したと発表した。10月31日、イベリア航空に初号機が引き渡され、11月14日よりマドリード - ボストン線に投入される。

## 機体

### シリーズ構成
A321シリーズは第一世代のA321ceoと、エンジンを換装した次世代型のA321neoに大きく分けられる。A321ceoとA321neoは、部品の95%が共通とされている。A321ceoは、基本型のA321-100と航続距離延長型のA321-200の2モデルがある。A321neoでも基本型に加えて長距離型のA321LRがあるほか、さらに航続力を強化した超長距離型のA321XLRの開発も発表されている。以下、特に断りがないものはA321シリーズ共通の仕様である。

### 形状・構造

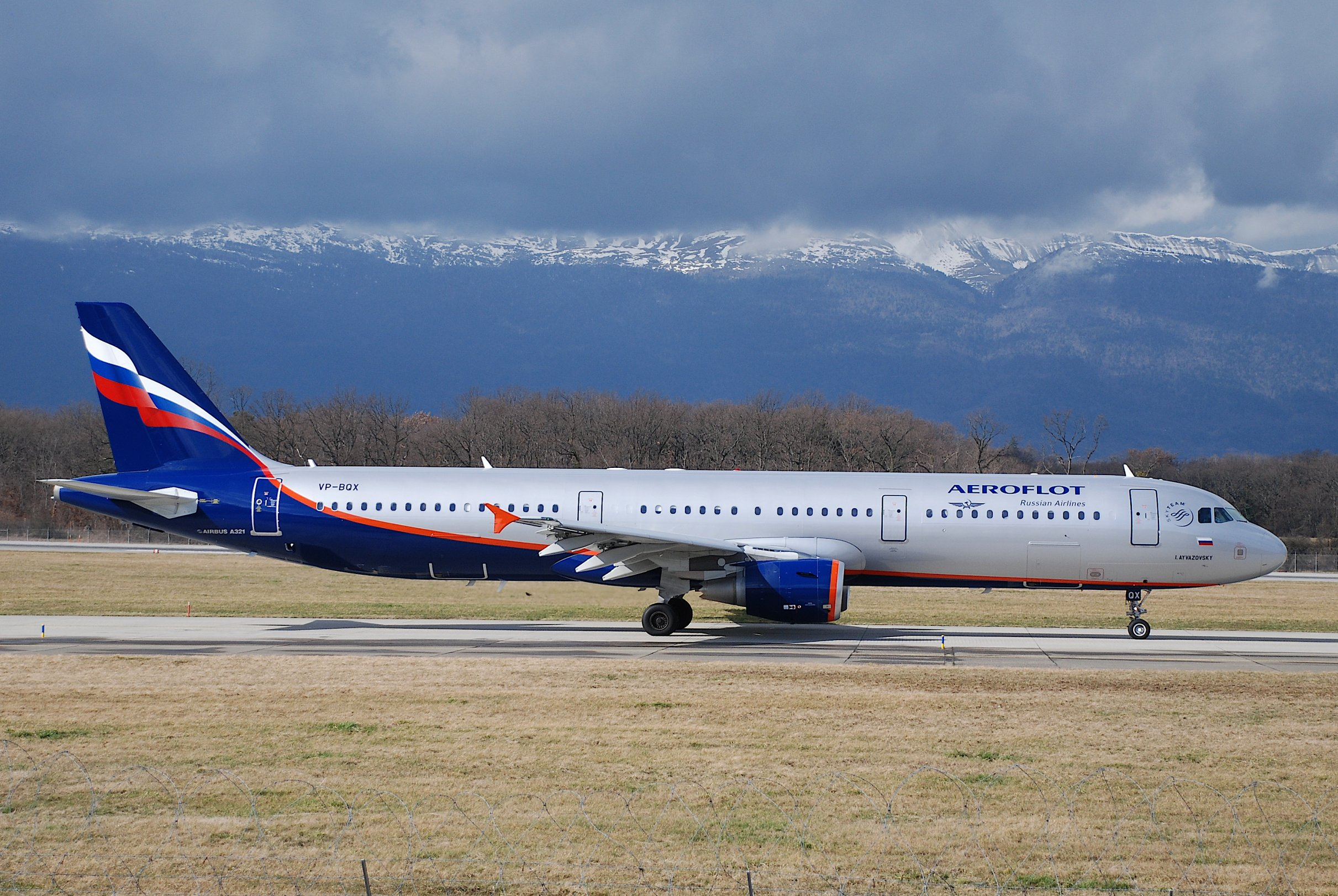
ウイング・チップ・フェンス仕様のA321ceoを右側面から見る。

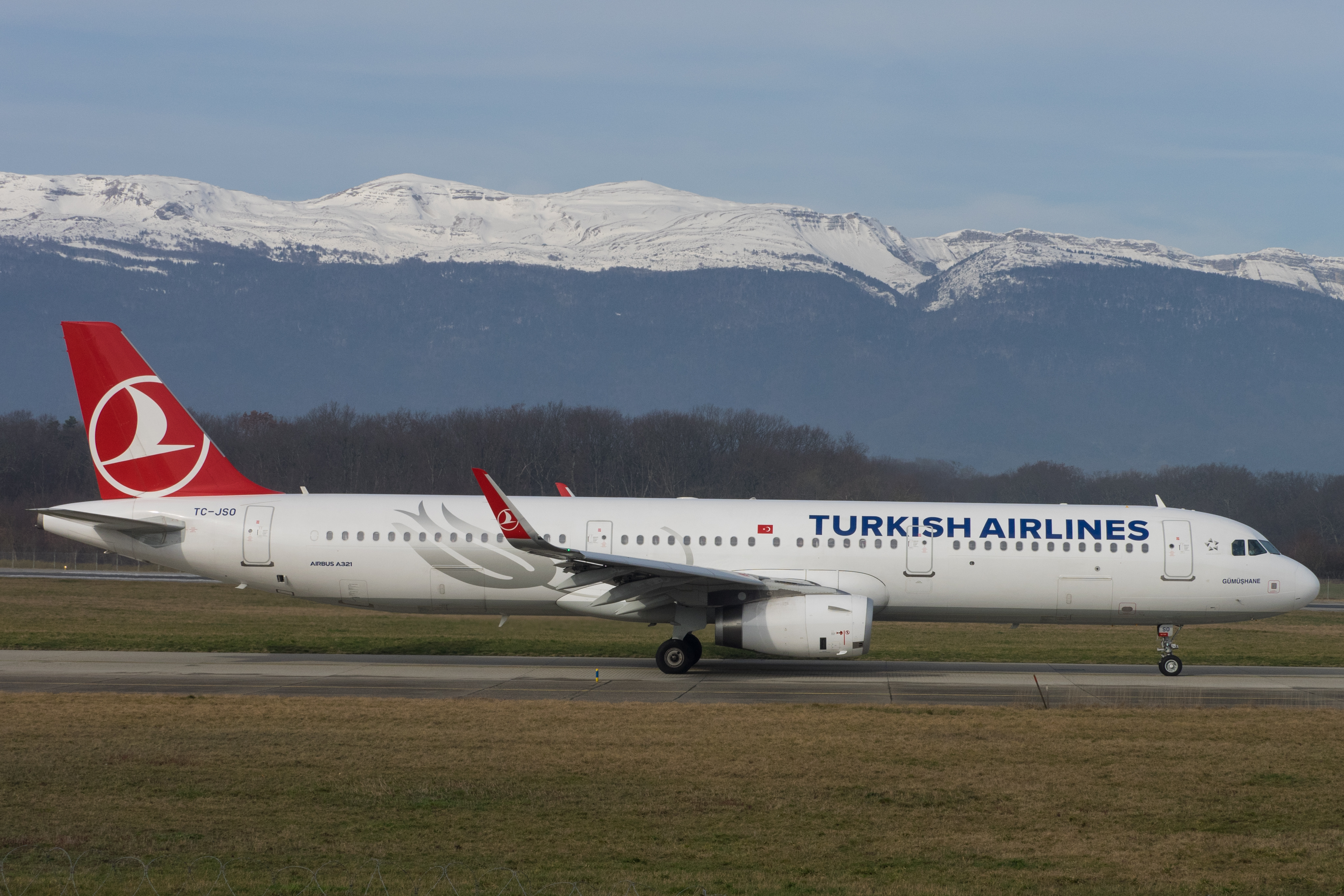
シャークレット仕様のA321ceoを右側面から見る。

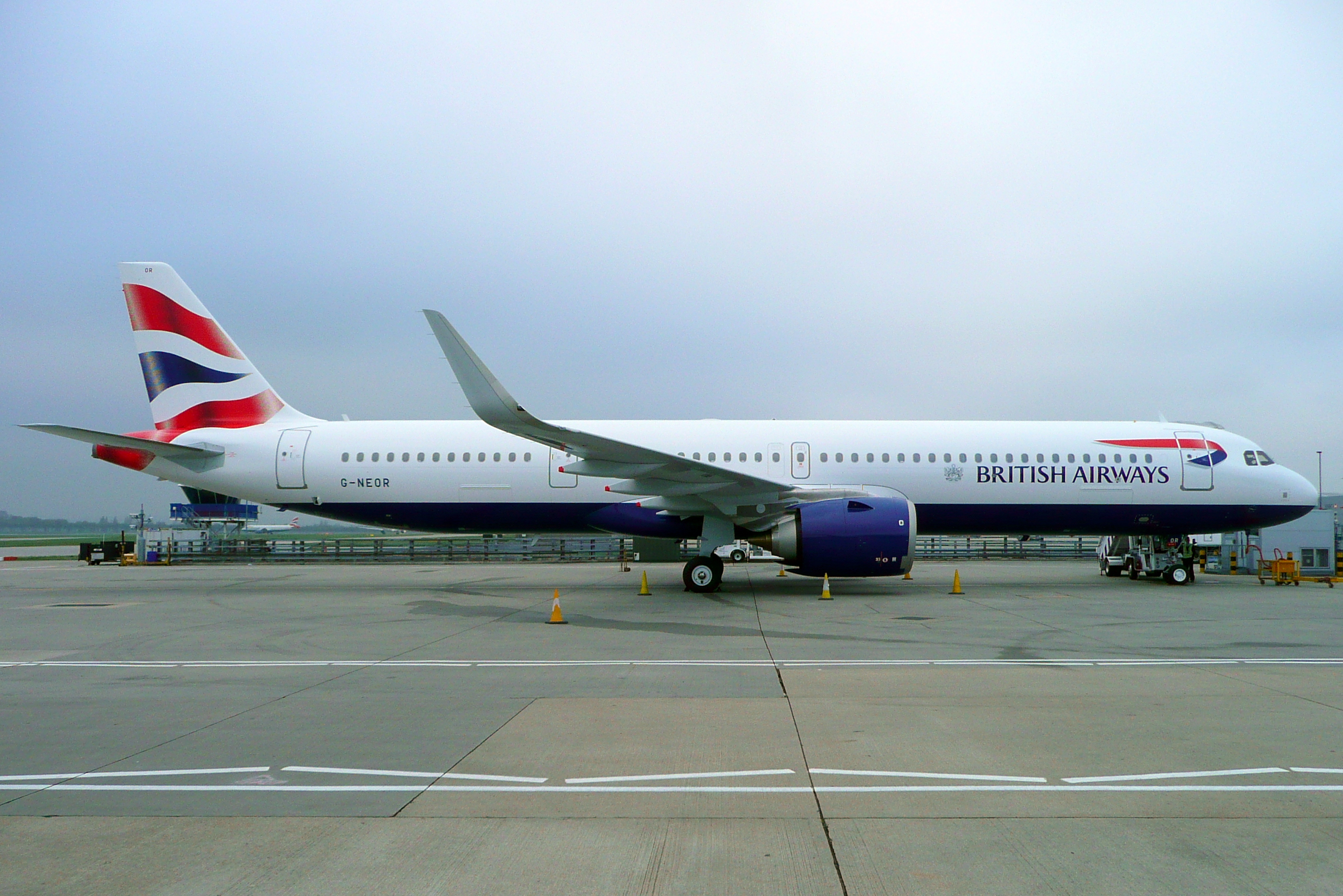
右側面から見たA321neo。A321neoはシャークレットが標準装備である。

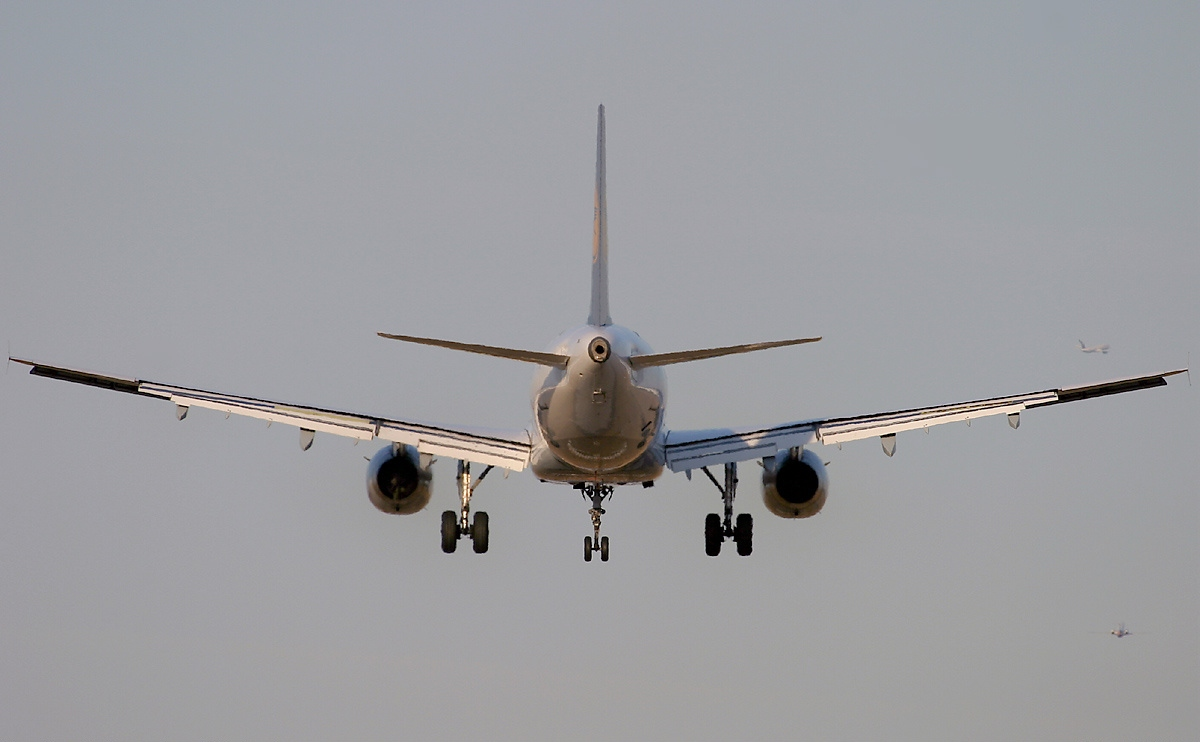
A321ceoを真後ろから見た写真。

A321は片持ち翼の主翼を低翼に配置した単葉機である。全長は44.51メートル、全高は11.76メートル、全幅はウイング・チップ・フェンス装備型が34.10メートルでシャークレット装備型が35.80メートルである。左右の主翼下にパイロンを介して1発ずつターボファンエンジンを備える。尾翼は通常配置で、垂直尾翼と水平尾翼はともに胴体尾部に直接取り付けられている。降着装置は引き込み式の前輪式配置で機首部に前脚、左右の主翼の付け根に主脚がある。前脚および左右の主脚はそれぞれ2輪式である。
主翼は基本的にA320と共通としつつA321では構造が強化されたほか、後縁のフラップがA321専用の設計である。主翼はテーパーがついた後退翼で、25パーセント翼弦での後退角は25度、アスペクト比は9.4である。
主翼には高揚力装置として前縁にスラット、後縁にダブル・スロッテッド・フラップ（二重隙間フラップ）を備える。スラットは片翼あたり5枚で、ほぼ全幅にわたり配置されている。フラップはパイロンの位置を境に内翼と外翼に2分割されており、その外側に補助翼がある。主翼上面には片翼あたり5枚のスポイラーがある。スポイラーはロール操縦にも用いられる。
翼端装置として誘導抵抗を減らす効果のあるウィング・チップ・フェンスまたはシャークレットを備える。ウイング・チップ・フェンスは鏃状の整流板で、シャークレットはウイングレットのように翼端を上に曲げた形状を有する。開発当初はウイング・チップ・フェンスが標準装備であったが、のちにシャークレット仕様が開発され、A321neoではシャークレットが標準装備となった。また、既存の機体にシャークレットを後付けすることも可能である。
胴体断面はA320と同一で、幅は3.95メートル、高さが4.14メートルである。胴体長は全長と同じ44.51メートルである。A320と比較すると、主翼の前方で4.27メートル、後方で2.67メートル、合わせて6.94メートル胴体が長い。
尾翼もA320と共通設計であり、水平尾翼は水平安定板と昇降舵、垂直尾翼は垂直安定板と方向舵で構成される。垂直尾翼と水平尾翼は複合材料製であり、炭素繊維強化プラスチック (CFRP) やガラス繊維強化プラスチック (GFRP) が用いられている。主翼の動翼や降着装置の扉などにも複合材料が使用されている。

### エンジン

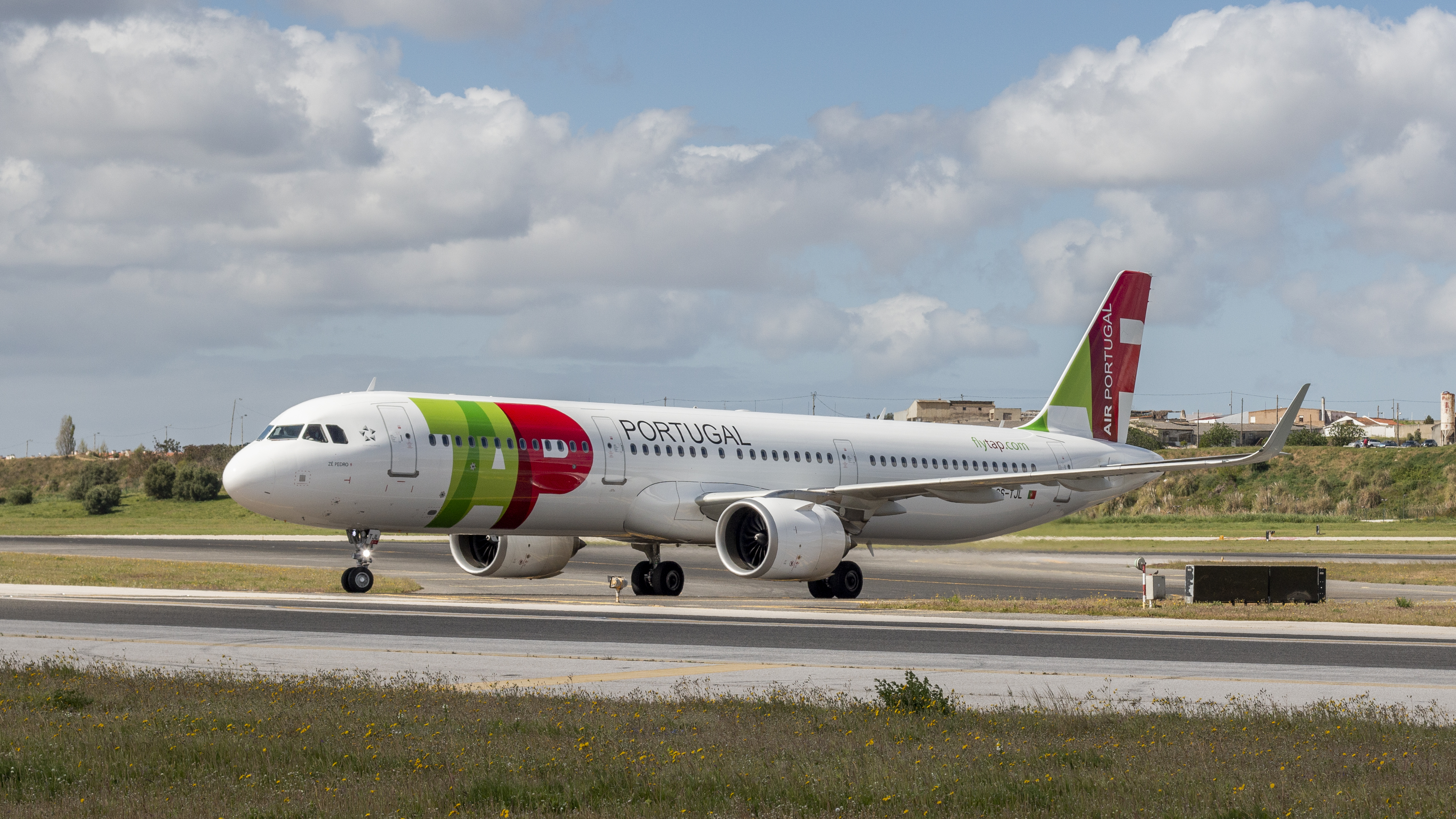
TAPポルトガル航空のA321neo。

A321ceoのエンジンは、A320ceoと同様にCFMI社のCFM56と、IAE社のV2500が設定されている。A320ceoに対して機体重量が増えているため、エンジンは推力増強型になっている。エンジンはパイロンを介して主翼に取り付けられる。機体への取り付け方法もA320と同一である。エンジンの制御にはFADEC (Full Authority Digital Engine Control) が使用される。
A321neoのエンジンは、A320neoファミリーと同様でCFMI社のLEAP-1Aか、P&W社のPW1100G-JMの選択式である。こちらもA321neo用に推力増強型が設定されている。A321ceoのエンジンと比べてバイパス比が大きくなり大径化されたことで、A321neoの外観は力強くバランスが取れているとも評される。

### 飛行システム
運航に必要な操縦士は機長と副操縦士の2名である。

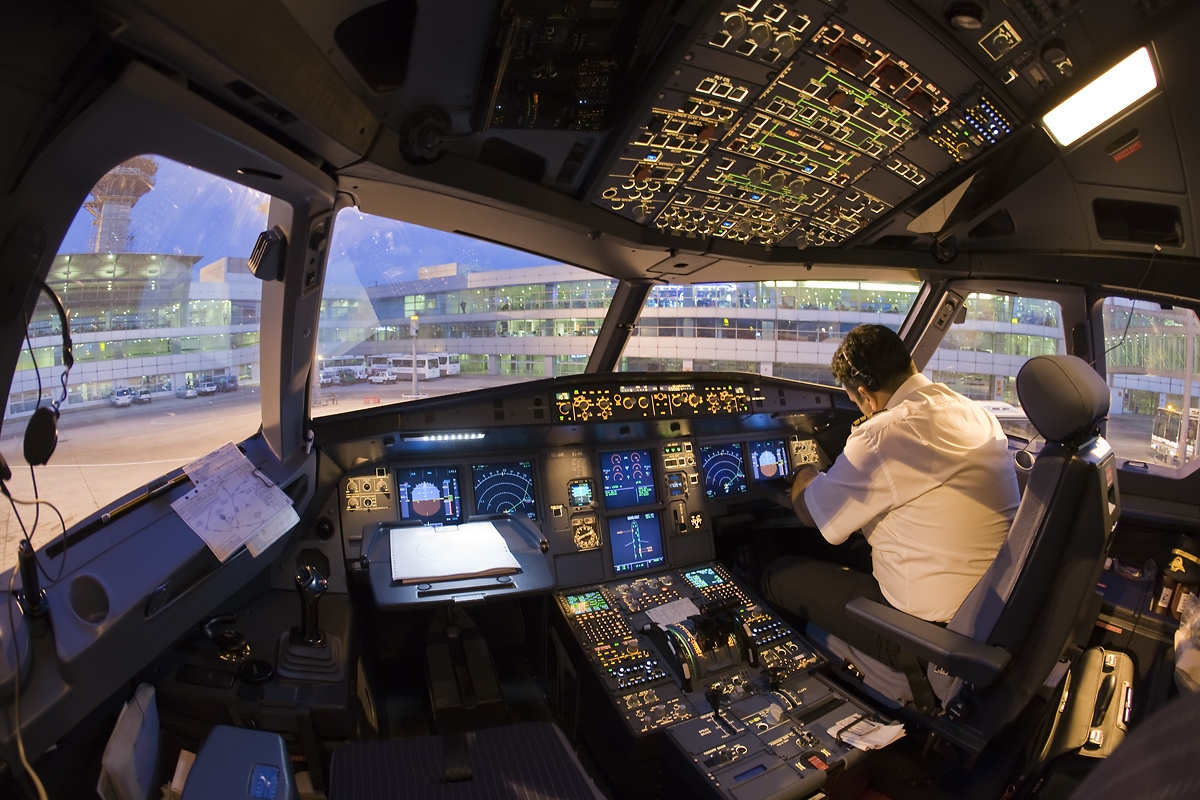
A321-200の操縦席。

コックピットはいわゆるグラスコックピット化されている。レイアウトはA320と共通で、左右の操縦席に各2枚、中央に2枚の計6枚のカラーディスプレイを備える。ディスプレイには当初はブラウン管が用いられたが、技術革新にともない液晶ディスプレイに置き換えられた。2014年からはヘッドアップディスプレイ (HUD) の装備が追加され、新造機にはオプション設定されているほか、既存機への装着も可能である。操縦輪はなくサイドスティックで操縦を行う。
操縦資格もA320ファミリーで共通化されている。同時にエアバスの相互乗員資格 (Cross Crew Qualification; CCQ) の対象でもあることから、CCQ対象となるエアバス機との間であれば、短時間の訓練で他機種の資格を取得することが可能である。A320ceoファミリーの操縦資格を有する操縦士は、コンピュータを用いた半日の訓練によりA320neoシリーズを操縦できるようになる。
操縦システムはフライ・バイ・ワイヤ技術が全面的に用いられており、コックピットと操縦翼面の間の通信は電気信号を介して行われる。制御用のコンピュータは複数搭載され、システムは冗長化されている。

### 客室・貨物室

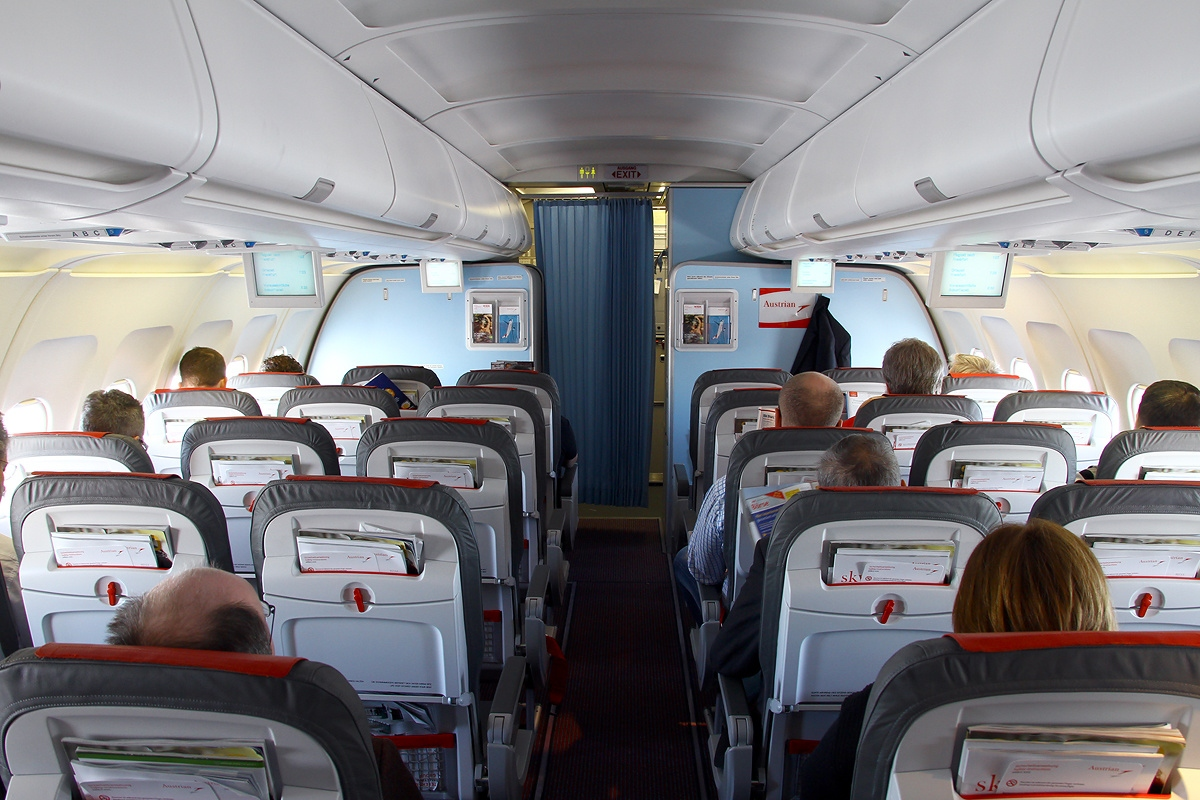
オーストリア航空のA321の内装。

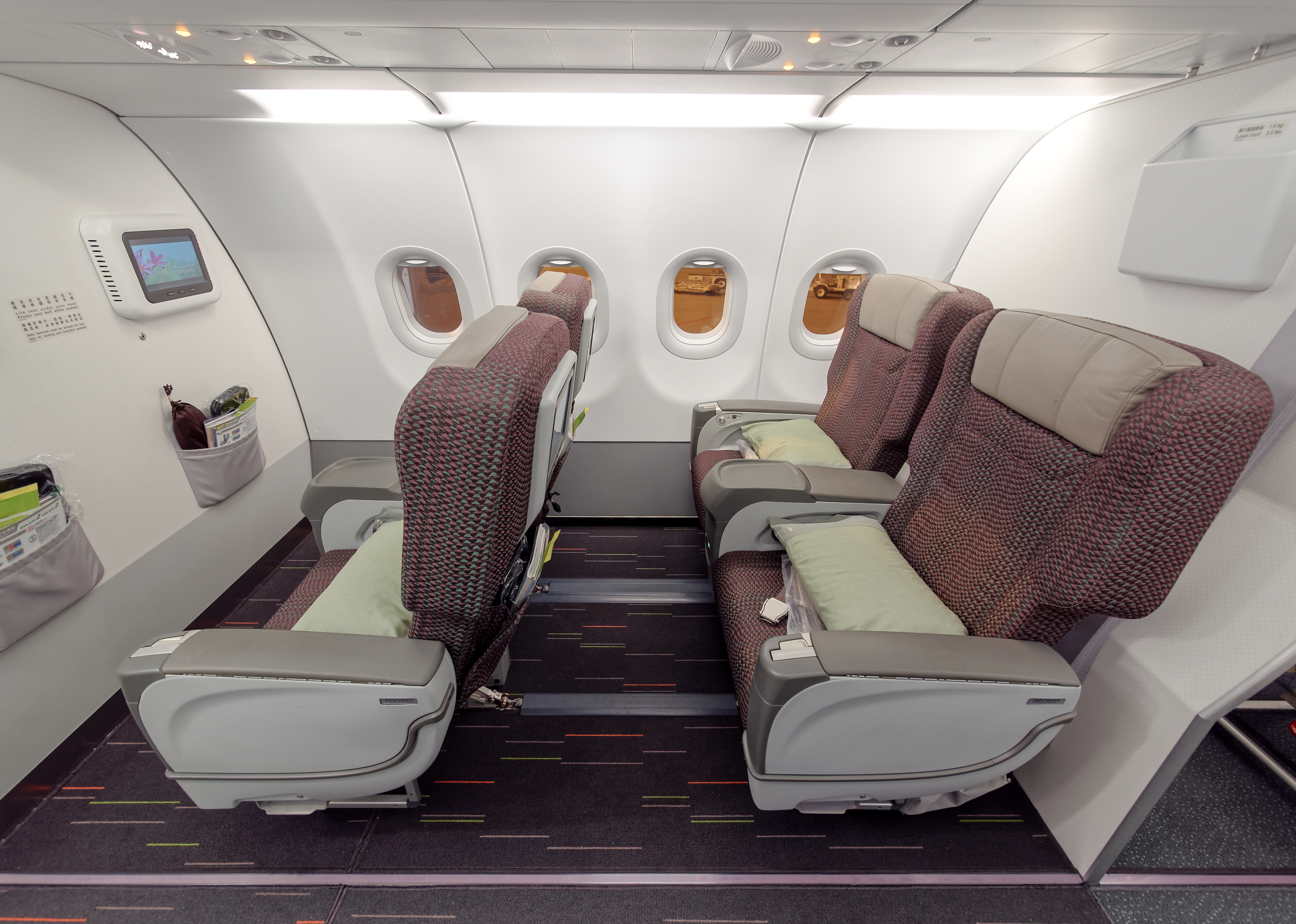
エバー航空が運航するA321のビジネスクラスの内装。

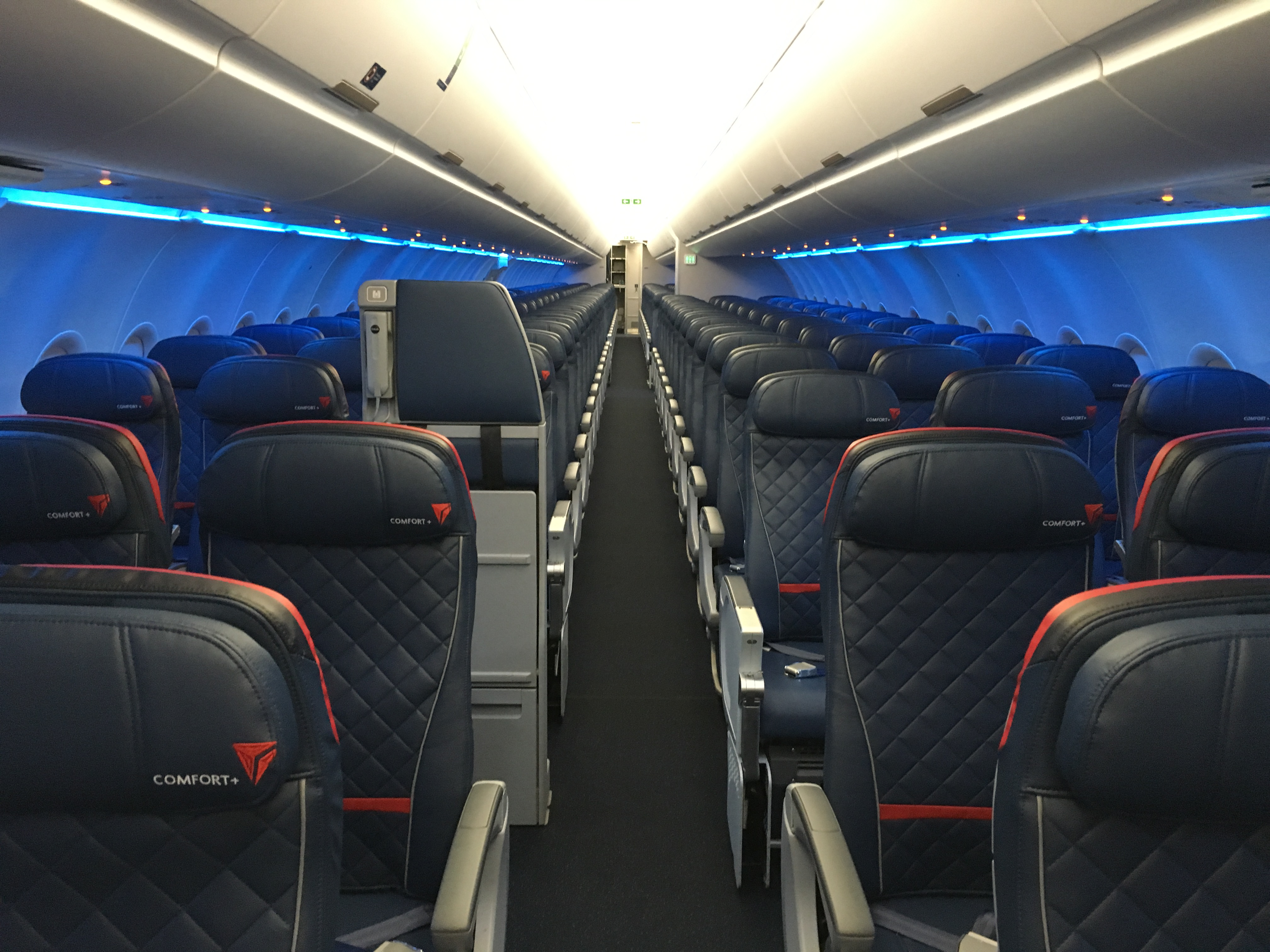
デルタ航空のA321の内装。

客室の全長は34.44メートルである。客室には中央に1本の通路があり、エコノミークラスの座席配置は通路を挟んで3-3席の6アブレスト、上級クラスでは2-2席の4アブレストである。座席数は、2クラス編成の標準仕様で185席、エコノミークラスのみであれば最大220席まで配置可能である。座席の頭上には、手荷物を収容するオーバーヘッド・ストウェッジが備わる。通常の内装よりも座席幅を詰めて通路幅を広げた内装案も用意されている。航空会社の独自仕様も見られる。例えばアメリカン航空では、北米大陸横断路線のA321をファーストクラス、ビジネスクラス、エコノミークラスの3クラス仕様としているほか、フランスの航空会社ラ・コンパニーは、全席ビジネスクラスとしたA321を運航している。
客室の扉配置は左右対称である。乗降用ドアおよびサービスドアが客室最前方と最後方に1組ずつある。A321ceoでは非常口として、扉下端が床面まである大型のタイプI扉を主翼の前後に備える。A321neoの非常口配置には、A321ceoと同様の標準仕様のほかに、エアバス・キャビン・フレックス (ACF) と名付けられた仕様がある。ACF仕様では、主翼前方の大型非常口を無くして代わりに主翼上に小型のタイプIII扉を2枚配置する。これにより、客席数を最大で240席設置することが可能である。
また、ACF仕様では、客室前方の上級クラスの座席配置の柔軟性を高めるため、客室前方の非常口ドアを動作させないオプションも用意されている。
床下の貨物室は主翼を挟んで前後に2区画に分かれている。両貨物室には、LD-3-46/-46W航空貨物コンテナを5個ずつ搭載可能であるがLRやXLRは貨物積載容量を犠牲に燃料搭載量を増やすトレードオフしているため、ともに最大前方で1台、後方で2台搭載コンテナが減少する。LD-3-46/-46Wコンテナは、大型機用のLD-3コンテナと同じ幅で、単通路機用に高さを低くしたものであり、そのまま大型機へ搭載することも可能である。また、後部貨物室の最後尾には、ばら積み貨物のスペースが設けられている。
前方貨物室と後方貨物室の扉は各1か所で、貨物コンテナに対応した寸法を有する。この扉は外開きで、開口部の高さが1.24メートル、幅が1.82メートルである。
最後部には、ばら積み貨物用の扉が1か所ある。ばら積み貨物用扉は内開きで、開口部の高さが最大で0.89メートル、幅が0.95メートルである。これらの貨物扉はいずれも右舷にある。

## 旅客転用改修貨物型（P2F型）
シンガポール大手MRO企業STエアロスペースとエアバスがA320とA321について旅客転用改修貨物（passenger-to-freighter：P2F）型の開発で合意、P2F型機の改修、販売、管理を行う企業をドイツのエアバス、STエアロスペース共同出資の航空宇宙メーカーエルベ・フルークツォイクヴェルケ（Elbe Flugzeugwerke：EFW）へ委託する、機体は従来の床下（ロアーデッキ）貨物室に追加して、メインデッキにA320で最大10個、A321で最大14個の航空コンテナを積みこめるよう前部胴体左舷側一部を大型カーゴドアに交換、メインデッキ床下補強等の改修をし、最大積載可能量をA320が21.9t、A321で27.9tにする。2020年2月25日、ヨーロッパ航空安全庁(EASA)から追加型式証明(STC)を取得し、ボーイング757貨物機などの入れ替え需要やCOVID-19によるeコマースなどの成長を取り込む見通しを立ててカンタス・フレートやルフトハンザ・カーゴなどが運用している。日本ではヤマトホールディングスが同機材をリース導入し、2024年4月から長距離トラック運転手の年間残業時間規制が厳しくなるのを機に首都圏と北海道、九州、沖縄地域への国内航空貨物事業に参入する。運航は日本航空（JAL）と協力し、JALグループのうちA320シリーズを運用しているジェットスタージャパンに委託する予定であったが、ボーイング737のみ運用しているスプリング・ジャパンに変更された。

## 運用

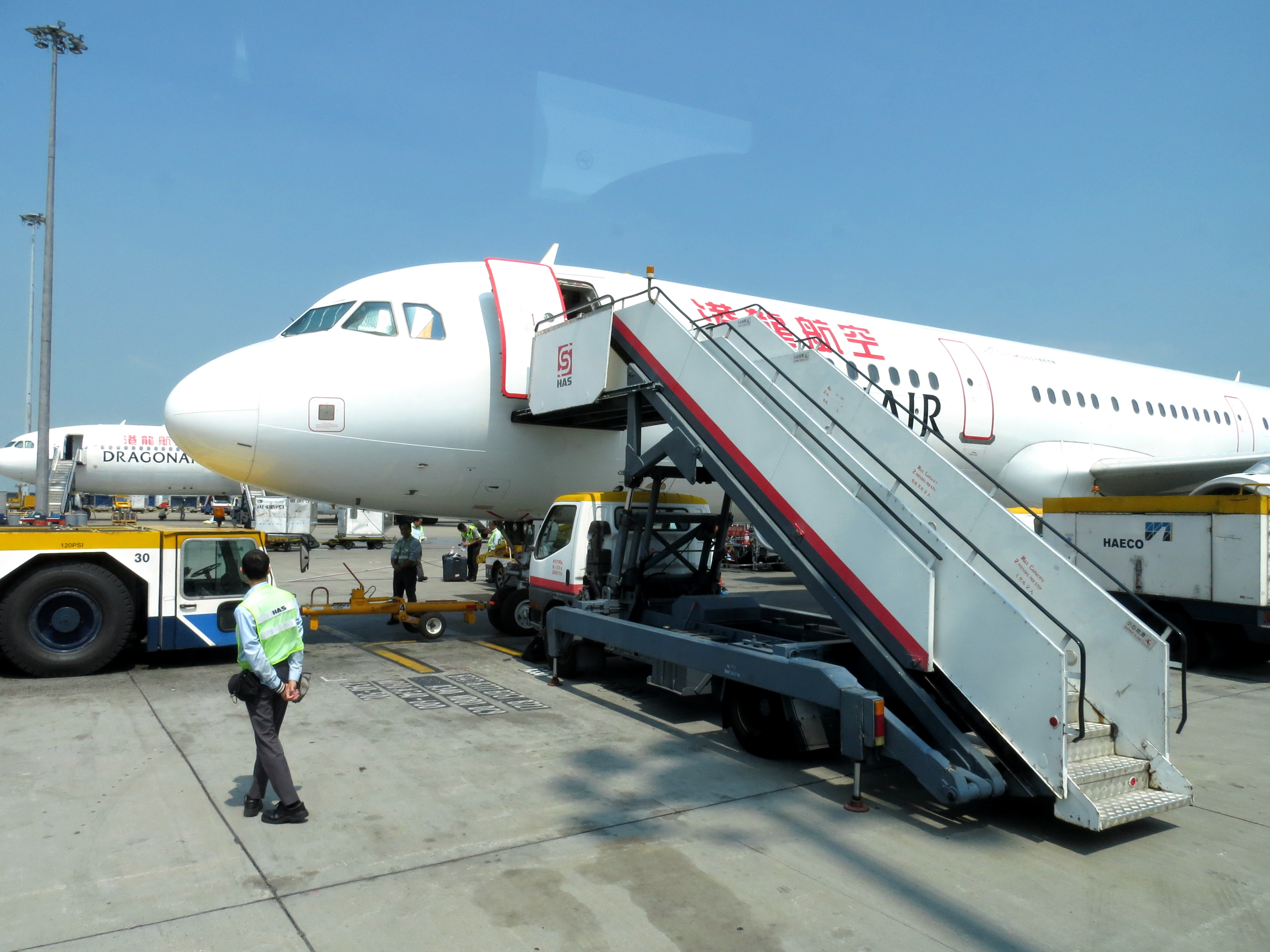
タラップが接続されたA321。

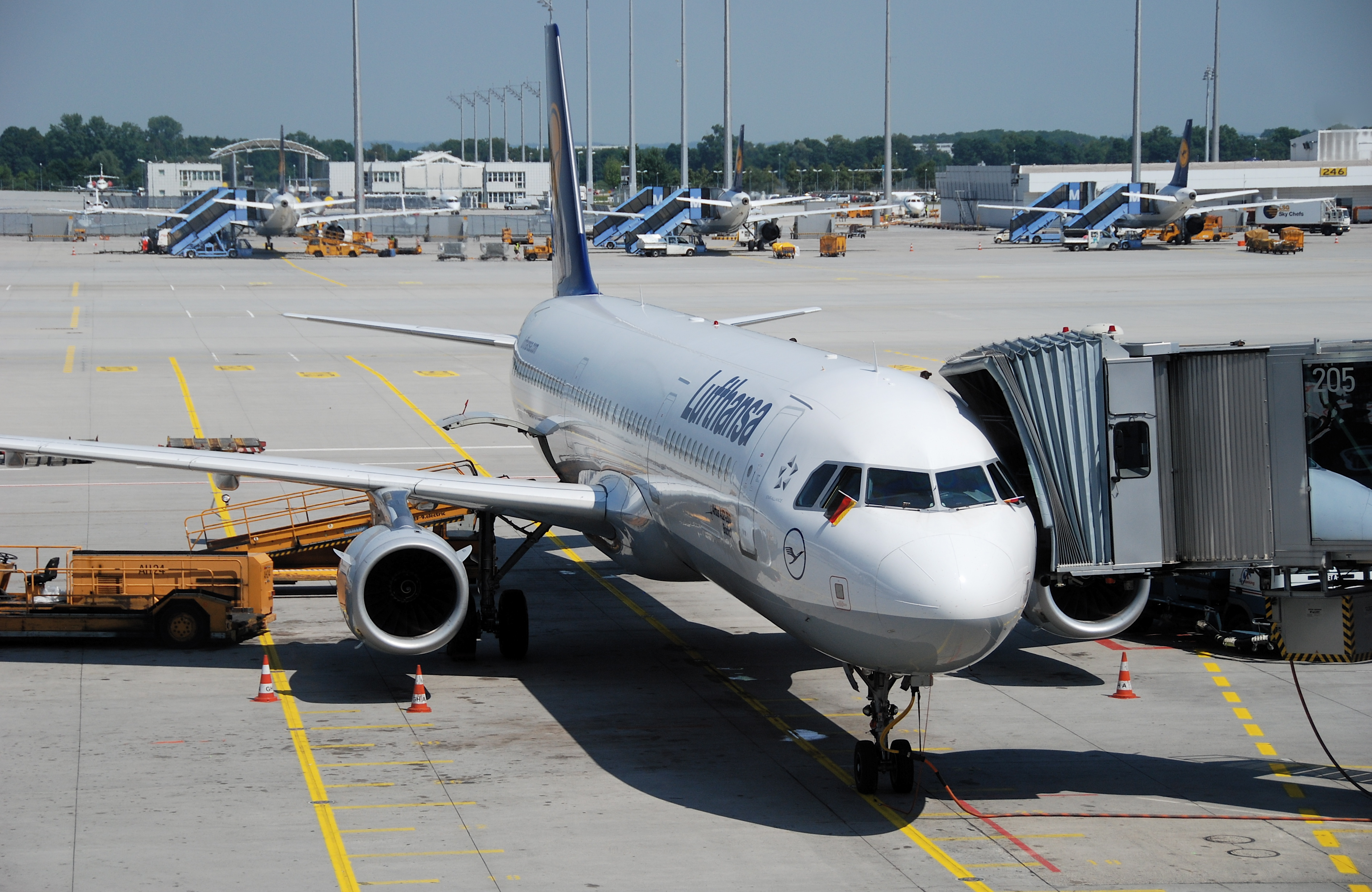
ボーディングブリッジが接続されたA321。

2018年末の時点で、A321の受注数は4,079機で、納入済みが1,837機、受注残が2,242機である。同時点において1,751機が運航中で、そのうちの1,637機がA321ceo、114機がA321neoである。1994年の納入開始以来、運航機数は一貫して増加している。特に2000年代後半からは納入数が伸びており、年間納入数は2013年には100機を超え、2016年には200機を超えた。
2018年7月時点の統計によると、民間航空会社113社で1,687機が運用されている。地域別で見ると、アジア・太平洋地域の32社で600機、欧州の51社で524機、南北アメリカの18社で511機、中東・アフリカ地域の12社で52機が運用されている。

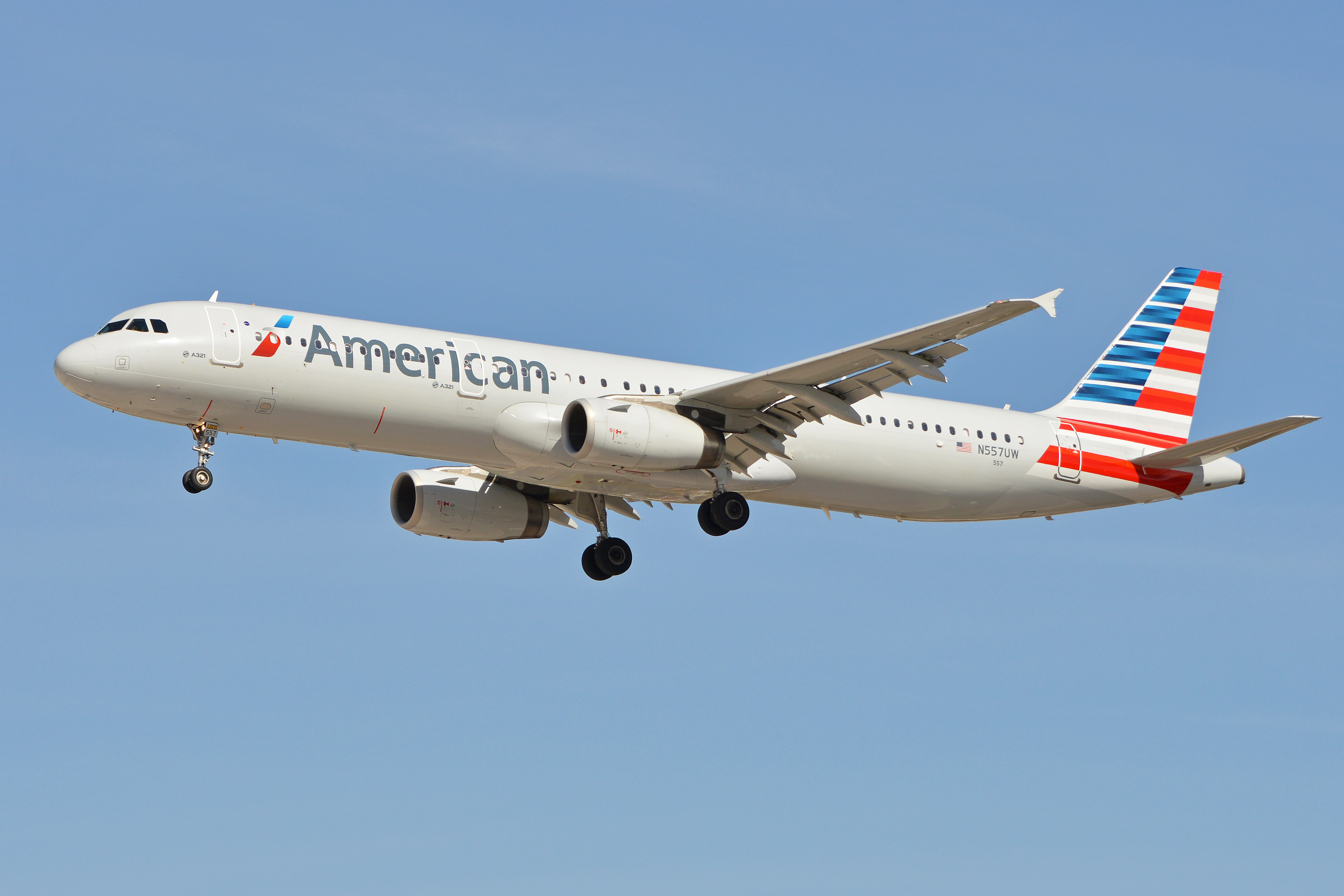
世界最大のA321オペレーターであるアメリカン航空

同じ統計によると、最も多くのA321を運用している航空会社は、アメリカン航空でその数は219機、次いで中国南方航空で107機である。3位以下を地域別にみると、アジアでは中国東方航空が67機、中国国際航空が61機、ベトナム航空が57機である。欧州では、ターキッシュ エアラインズが68機、ルフトハンザ航空が63機を運用している。北米では、デルタ航空とジェットブルーが各58機、南米ではLATAMブラジルが31機を運用している。
日本におけるA321旅客型ではANAで26機(22機がA321neoで残る4機はA321ceo)、ピーチアビエーションでA321LRを3機、ジェットスター・ジャパンで3機のA321LRを保有しており、JALも2028年度から国内線用ボーイング767の後継として、11機のA321neo導入を決めている。
航空会社以外での利用例もあり、ドイツ政府が要人輸送機としてA321を導入した。ルフトハンザ航空から購入した中古機を改造したもので、要人輸送用の装備のほか航空救急用途のための医療設備も備える。この機体はドイツ空軍が運用している。
近年は貨物専用機への改修も実施されており、日本ではヤマトホールディングスが3機をリース導入、スプリング・ジャパンが受託運航し、2024年4月11日より首都圏と北海道、九州、沖縄地域間の輸送で昼間は成田空港から新千歳空港と北九州空港、那覇空港、夜間は羽田空港から3地点に運航され、塗装はヤマト運輸の新カラーリングをベースにクロネコも描かれる予定。
|         | 受注  | 納入  | 残    |
| A321ceo | 1,784 | 1,784 | –     |
| A321neo | 6,331 | 1,339 | 4,947 |
| 合計    | 8,115 | 3,123 | 4,992 |

|        |         | 2024 | 合計  |
| 引渡数 | A321ceo | –    | 1,784 |
| 引渡数 | A321neo | 91   | 1,339 |
| 引渡数 | 合計    | 62   | 3,123 |

|        |         | 2014 | 2015 | 2016 | 2017 | 2018 | 2019 | 2020 | 2021 | 2022 | 2023 |
| 引渡数 | A321ceo | 150  | 184  | 222  | 183  | 99   | 38   | 9    | 22   | –    | –    |
| 引渡数 | A321neo | –    | –    | –    | 20   | 102  | 168  | 178  | 199  | 264  | 317  |
| 引渡数 | 合計    | 150  | 184  | 222  | 203  | 201  | 206  | 187  | 221  | 264  | 317  |

|        |         | 2004 | 2005 | 2006 | 2007 | 2008 | 2009 | 2010 | 2011 | 2012 | 2013 |
| 引渡数 | A321ceo | 35   | 17   | 30   | 51   | 66   | 87   | 51   | 66   | 83   | 102  |
| 引渡数 | A321neo | –    | –    | –    | –    | –    | –    | –    | –    | –    | –    |
| 引渡数 | 合計    | 35   | 17   | 30   | 51   | 66   | 87   | 51   | 66   | 83   | 102  |

|        |         | 1994 | 1995 | 1996 | 1997 | 1998 | 1999 | 2000 | 2001 | 2002 | 2003 |
| 引渡数 | A321ceo | 16   | 22   | 16   | 22   | 35   | 33   | 28   | 49   | 35   | 33   |
| 引渡数 | A321neo | –    | –    | –    | –    | –    | –    | –    | –    | –    | –    |
| 引渡数 | 合計    | 16   | 22   | 16   | 22   | 35   | 33   | 28   | 49   | 35   | 33   |

## 事故・事件
2019年8月現在の統計によると、A321の機体損失に至った事故および事件は6件ある。
A321による死亡事故は、2010年7月28日に発生したエアブルー202便墜落事故の1件のみである。パキスタン・カラチのジンナー国際空港発ベナジル・ブット国際空港（旧イスラマバード国際空港）行きのエアブルー202便が、悪天候の中ベナジル・ブット国際空港への着陸を試みたところ、空港近くの丘陵地帯に墜落し、乗員乗客152人全員が死亡した。事故調査の結果、悪天候下で着陸を強行しようとして乗員が規定や手順を逸脱して危機的な低空飛行を行ったことが原因と結論づけられた。
事故以外に、A321はこれまでに2件のテロ事件に巻き込まれ、計225人が死亡している。
1件目は、2015年10月31日に発生したメトロジェット9268便爆破事件である。エジプトのシャルム・エル・シェイク国際空港からロシアのプルコヴォ空港へ向かっていたメトロジェット9268便がシナイ半島中部に墜落した。乗客乗員224人全員が死亡し、2019年6月現在において、A321に関する航空事故・事件の中で最大の死者数である。当初は事故と事件の双方の可能性が示唆されたが、ロシアの調査当局はテロリストが機内に持ち込んだ爆発物が原因と結論づけた。
2件目は、2016年2月2日に発生したダーロ航空159便爆発事件である。被害にあったのはソマリアのアデン・アッデ国際空港発ジブチ国際空港行きだったダーロ航空159便で、離陸から約15分後に機内で爆発が発生した。胴体に穴が空き、乗客1名が機外に吸い出されて死亡した。当該機はアデン・アッデ空港に引き返して着陸に成功し、残りの搭乗者は無事だった。
直近の機体損失事故は2019年8月15日に発生した。モスクワのジュコーフスキー空港を離陸直後のウラル航空178便がバードストライクを起こし、空港から1キロメートルほどのトウモロコシ畑に胴体着陸した。子ども9人を含む23人がけがをしたものの死者はいなかった。

## 主要諸元
|                       | A321ceo                                  | A321neo                                  | A321LR                                   | A321XLR                                  |
| --------------------- | ---------------------------------------- | ---------------------------------------- | ---------------------------------------- | ---------------------------------------- |
| 運航乗務員数          | 2名                                      | 2名                                      | 2名                                      | 2名                                      |
| 標準座席数            | 170 - 210席                              | 180 - 220席                              | 180 - 220席                              | 180 - 220席                              |
| 最大座席数            | 220席                                    | 244席                                    | 244席                                    | 244席                                    |
| 全長                  | 44.51 m                                  | 44.51 m                                  | 44.51 m                                  | 44.51 m                                  |
| 全幅                  | 34.10 m（シャークレット装備機は35.80 m） | 34.10 m（シャークレット装備機は35.80 m） | 34.10 m（シャークレット装備機は35.80 m） | 34.10 m（シャークレット装備機は35.80 m） |
| 全高                  | 11.76 m                                  | 11.76 m                                  | 11.76 m                                  | 11.76 m                                  |
| 胴体幅                | 3.95 m                                   | 3.95 m                                   | 3.95 m                                   | 3.95 m                                   |
| 胴体高                | 4.14 m                                   | 4.14 m                                   | 4.14 m                                   | 4.14 m                                   |
| 最大離陸重量 (MTOW)   | 93.5 t                                   | 93.5 t                                   | 97.0 t                                   | 101.0 t                                  |
| 最大着陸重量 (MLW)    | 73.5 - 77.8 t                            | 71.5 - 79.2 t                            | 71.5 - 79.2 t                            | 71.5 - 79.2 t                            |
| 最大無燃料重量 (MZFW) | 69.5 - 73.8 t                            | 67.0 - 75.6 t                            | 67.0 - 75.6 t                            | 67.0 - 75.6 t                            |
| 貨物室有効容積        | 51.72 m3                                 | 51.72 m3                                 | 59 m3                                    |                                          |
| エンジン (x2)         | CFM CFM56またはIAE V2500                 | CFM LEAP-1AまたはPW1100G-JM              | CFM LEAP-1AまたはPW1100G-JM              | CFM LEAP-1AまたはPW1100G-JM              |
| エンジン推力 (x2)     | 133–142 kN (30,000–32,000 lbf)           | 143–147 kN (32,000–33,000 lbf)           | 143–147 kN (32,000–33,000 lbf)           | 143–147 kN (32,000–33,000 lbf)           |
| 巡航速度              | マッハ0.78                               | マッハ0.78                               | マッハ0.78                               | マッハ0.78                               |
| 最大巡航速度          | マッハ0.82                               | マッハ0.82                               | マッハ0.82                               | マッハ0.82                               |
| 航続距離              | 5,950 km*                                | 6,480 km                                 | 7,410 km                                 | 8,700 km                                 |

*：シャークレット装備型
| 機種       | エンジン | 型式証明取得   |
| ---------- | --- | -------------- |
| A321-111   | CFMI CFM56-5B1 CFMI CFM56-5B1/P CFMI CFM56-5B1/2P CFMI CFM56-5B1/3                                          | 1994年5月27日  |
| A321-112   | CFMI CFM56-5B2 CFMI CFM56-5B2/P CFMI CFM56-5B2/3                                                            | 1994年2月15日  |
| A321-131   | IAE V2530-A5                                                                                                | 1993年12月17日 |
| A321-211   | CFMI CFM56-5B3/P CFMI CFM56-5B3/2P CFMI CFM56-5B3/P1 CFMI CFM56-5B3/2P1 CFMI CFM56-5B3/3 CFMI CFM56-5B3/3B1 | 1997年3月20日  |
| A321-212   | CFMI CFM56-5B1 CFMI CFM56-5B1/P CFMI CFM56-5B1/2P CFMI CFM56-5B1/3                                          | 2001年8月31日  |
| A321-213   | CFMI CFM56-5B2 CFMI CFM56-5B2/P CFMI CFM56-5B2/3                                                            | 2001年8月31日  |
| A321-231   | IAE V2533-A5                                                                                                | 1997年3月20日  |
| A321-232   | IAE V2530-A5                                                                                                | 2001年8月31日  |
| A321-251N  | CFMI LEAP-1A32                                                                                              | 2017年3月1日   |
| A321-252N  | CFMI LEAP-1A30                                                                                              | 2017年12月18日 |
| A321-253N  | CFMI LEAP-1A33                                                                                              | 2017年3月3日   |
| A321-271N  | P&W PW1133G-JM P&W PW1133GA-JM                                                                              | 2017年3月6日   |
| A321-272N  | P&W PW1132G-JM                                                                                              | 2017年5月23日  |
| A321-251NX | CFMI LEAP-1A32                                                                                              | 2018年3月22日  |
| A321-252NX | CFMI LEAP-1A30                                                                                              | 2018年3月22日  |
| A321-253NX | CFMI LEAP-1A33                                                                                              | 2018年3月22日  |
| A321-271NX | P&W PW1133G-JM                                                                                              | 2018年3月22日  |
| A321-272NX | P&W PW1132G-JM                                                                                              | 2018年3月22日  |